# TOKYO MER〜走る緊急救命室〜
『TOKYO MER〜走る緊急救命室〜』（トウキョウ エムイーアール はしるきんきゅうきゅうめいしつ）は、2021年7月4日から9月12日までTBS系「日曜劇場」枠で放送されたテレビドラマ。主演は鈴木亮平。
放送終了後多くの反響が寄せられ2023年4月28日に続編となる劇場版第1作目が公開された。また、同月16日には劇場版の公開を記念したスペシャルドラマも放送された。2025年8月1日には劇場版第1作の続編となる劇場版TOKYO MER〜走る緊急救命室〜南海ミッションが公開された。
本作は東京都を舞台に、最新の医療機器とオペ室を搭載した緊急車両（ERカー）で、危険極まりない重大事故・災害・事件の現場に駆けつけ、負傷者にいち早く救命処置を施す救命救急のプロフェッショナルチーム「TOKYO MER」（東京モバイル・エマージェンシー・ルーム）の活躍を描く本格救命医療ドラマ。

## あらすじ
東京都知事・赤塚梓の肝いりで誕生した救命救急医療チーム、「TOKYO MER」。彼らは最新の医療設備を備え、車内で手術も行える、走る緊急救命室・ERカーを駆り事故、災害、事件現場へ急行する。
彼らが都知事から託された使命はただ一つ。それは出動した現場で「死者を一人も出さない事」である。チームが多数のメディアに披露される式典の最中、バスと大型トラックの衝突事故が発生し、初めての出動要請がかかる。
東京海浜病院に勤務するMERのメンバーたちは、チーフドクターとして就任した喜多見幸太の実力を図りかねていたものの、現場での的確で迅速な処置に舌を巻く。しかし、喜多見の救命活動には危険な現場にも飛び込もうとするなど数多くの問題行動が伴い、各関係機関との衝突を繰り返すこととなり、都知事の政敵である厚生労働大臣・白金眞理子をはじめ、様々な思惑を持った関係者がTOKYO MERを解体しようと画策し、彼らの前に立ち塞がる。
MER解体を画策する中、喜多見の経歴に「空白の1年」が存在することに気付いたMERのメンバーでもある厚生労働省から出向中の医系技官・音羽尚は、かつて喜多見が、負傷した国際的なテロ組織・Lasting Peace 9（通称：LP9）のテロリスト・エリオット椿を海外で救命し、匿ったためにテロ組織の協力者の嫌疑から刑務所に1年間収監されていた事実を掴む。
そんなある日、都内に椿が出没し、「世の中の不条理を知らしめる」という理由から喜多見の妹・涼香を標的に爆弾テロを実行し、彼女の命を奪い去る。
自身の闇献金疑惑をもみ消すため、MER解体と喜多見のテロリスト疑惑に世間の目を向けようと画策する民自党幹事長・天沼夕源の誘導により、音羽の存続の進言も空しく、最終審査会でMERの解体が決定される。そんな中、再び都内で椿による爆弾テロで多数の負傷者が発生したことから、解体が決定したのにもかかわらず、研修医・弦巻比奈をはじめとするMERのメンバーたちは喜多見が示した「待っているだけじゃ、助けられない命がある」のポリシーに従い、ERカーでテロ発生現場の救命に向かう。
爆弾テロで多数の負傷者が発生し、MERだけでは救急救命が追い付かない絶望的な状況の中、赤塚から医系技官として政治家を志した初心を思い起こされた白金は後ろ盾であった天沼を彼の闇献金疑惑を使い見限ることを決断。危機管理対策室に乗り込み、自身の判断でMERの活動を厚労大臣として正式に認可することを宣言し、テロ発生現場でMERと押し問答をしていた厚労省職員をすぐさまMERの支援に回らせる。激怒する天沼に「命を最優先します!」と言い放った白金は大臣の権限をフル活用し、東京近隣の他県の自治体の医療従事者を動員させ、負傷者の救命に当たらせる。
医師としての信念からテロリストを救命したばかりに、結果として、妹を爆弾テロで死亡させてしまったと自宅に引きこもり自責の念に駆られていた喜多見はMERを去る決意を固めていたが、自宅を訪れた彼の元妻で外科医でもある高輪千晶から発奮され、「医師として自分ができることに最善を尽くすこと」を思い起こされテロ発生現場に急行、MERへの復帰を果たし、悲惨な状況へ安心感を与える。
椿を追う公安の刑事・月島しずかは、椿が予告した多発テロの真の標的が東京海浜病院であることを見抜き、先回りしてMERのスタッフルームに現れた椿を銃撃の末に身柄を確保し、テロを未然に防ぐ。その際、被弾により椿は重体となるが喜多見は椿をERカーに搬送し「目の前の命を見捨てたら、俺は医者じゃなくなります。俺たちはMERじゃなくなります」と医師としての信念を貫き、妹の命を奪った憎むべき相手であるはずの椿の命を再び救う。
爆弾テロから2か月後、TOKYO MERの正式運用が開始。発足式典が行われ、音羽はMERの統括官に就任し、喜多見も音羽の後押しもあって再びチーフドクターに任命されたことが明らかとなる。しかし式典の最中に隅田川を航行中だった屋形船同士の衝突事故が発生したことで出動要請がかかり、MERは救急救命のために現場へ出動するのであった。

## キャスト

### TOKYO MER
喜多見幸太（きたみ こうた）〈38〉
演 - 鈴木亮平（幼少期：桑名愛斗）
救命救急医。「TOKYO MER」の専任チーフドクター。5年前に高輪と離婚してバツイチ。ニューヨーク医療大学卒業。1992年にペンシルベニア州で発生した銃乱射事件で、両親を目の前で亡くしている。
「待っているだけじゃ、助けられない命がある」のポリシーの下、危険な環境の現場に自ら乗り込み救命活動を行う。暇を見つけては筋トレに励んでおり、医師らしからぬ屈強な肉体を誇る。
国際医療機関の医師団に所属し設備が充分ではない戦地で救命活動に従事していた経験から医師としての技術・判断力は非常に高く、負傷者が何十人といる中でも優先順位を瞬時に判断して迅速な処置を行っている。患者に対する物言いも柔らかく、混乱した現場において圧倒的な存在感を発揮する。
その反面、整理整頓や身だしなみを整えることは苦手としており、家にもほとんど帰っていないことから、家の片付けや洗濯などは同居する妹の涼香が行っている。
普段は温厚で少し抜けている面もあるが、医師としての責任感や使命感は非常に強く、目の前の患者を救うためならば立場が上の人物が相手でも物怖じせず意見や進言を申し出る。立てこもり事件の際に警視庁本部と交わしたやりとりの中では、人質に取られた患者の容態が深刻で一刻を争う事態に陥っているにもかかわらず警察としてのプライドに固執する本部の人間に対して、かつてないほど顔を強張らせ、声色を低くして怒りを露わにする様子も見られた。
厚生労働省から派遣されてきた音羽に対しては、赤塚都知事から注意喚起を促されているにもかかわらず当初から信頼を寄せており、彼の信念にも最初から気づいていた節がある。
海外で医療従事していた際、銃撃され自身のいる病院に搬送されてきた日系人テロリスト、エリオット椿を患者として守るため、彼を探しにきた政府の人間を騙して椿を逃がしてしまったことからテロリストの隠避のかどで逮捕され、1年の間海外の刑務所に収監されていた。当初は、MERが正式運用されるまではMER存続のためにこの過去を伏せるよう赤塚都知事に指示されていたが、野沢病院での救命活動中にMERメンバーのみに自らの意思で告白する。その後も世間には非公表にしていたが、妹の涼香が久我山にそれを話してしまったことを皮切りにその事実が世間に広まり、一時的にMERの活動縮小を余儀なくされる。
妹・涼香を爆弾テロで死亡させた絶望感と自責の念から自らの信念に疑問を抱き、MERを離れることを決意するが、失意のどん底で自宅マンションに引きこもっていた時に、高輪から「医師として自分ができることに最善を尽くすことを教えてくれたのは貴方だった」と発奮される。さらに彼女から渡されたイヤホンマイクの音声から他のMERメンバーが全力で救助にあたる様子を聴いたことで心打たれ、同時爆破テロの現場に後から駆け付ける。
多数の人を爆弾テロで負傷させ、涼香を殺害し、なおも赤塚都知事や東京海浜病院の患者たちを神経ガスで殺害しようと暗躍していた椿が犯行阻止のため公安からの銃撃で負傷しても彼を見殺しにすることなく、医師としての使命感からMERのメンバーと処置し、椿の命を再び救う。
MERの正式運用開始後は、音羽の後押しもあって再びチーフドクターに任命される。
名字は世田谷区喜多見から。
音羽尚（おとわ なお）〈31〉
演 - 賀来賢人
厚生労働省の若手エリート医系技官であり医政局地域医療計画課長。表向きはMERの評価を行うためにMERに加入しているが、その裏では白金厚生労働大臣からのMER解体の密命を受けており、官僚としての保身と医療従事者としての良心に揺れ動く。
実利主義な性分で馴れ合いを好まず、喜多見と対立することも珍しくない。かつて母親を経済的理由や医療制度の不備で充分な医療を受けさせることができずに亡くした過去があり、そういった医療制度の不平等を是正したいと考え、医師免許を持ちながら官僚となった。日本を「誰もが希望を持って生きられる国にする」という目標を持って仕事に励んでいる。
救命現場では喜多見とのバディワークで医師として的確な腕を発揮しており、喜多見からも「とびっきり腕のいい医者」と評価されている。また、MERでの実施訓練には参加していないが、陰ながらトレーニングをしている様子も描かれた。
厚労省からは救命現場の妨害行為をするよう指示を受けることもあるが、現場では患者の生命を救うことだけに注力し、患者や責任から逃げようとする比奈を叱責するなど、MERの解体を命じられた立場とは裏腹に、本来は医師としての使命感を強くもった人物で、喜多見からもその性分を見抜かれていた。
MER試験運用開始当初は、危険を冒して全ての患者を助けようという喜多見の信念に否定的だったが、次第に彼の理念や行動に感化される。また、喜多見のことを規格外の特別な存在と評価する一方で、自分も含む他のメンバーに対して「喜多見と違って普通の人間なため、彼がいなければ何もできない」と高を括っていたが、後に一人一人がそれぞれの役割に対して力の限り奮闘する姿をみてその考えを改める。やがて、そうした姿を目の当たりにしていくうちに、「誰かのために全力で頑張ることのできるMERはこの国に必要な組織であり、それを全力で支えるのが我々厚労省の本来の役割」と思うようになり、メンバーとの仕事上の信頼関係を深めていく。
喜多見の経歴の「空白の1年」がテロリストの嫌疑で海外の刑務所に収監されていたという事実を掴むが、白金にはその1年は喜多見が重症型のデング熱に感染し入院治療をしていたと虚偽の報告を行い、MERの解体を回避する動きに転じる。涼香が久我山に脅されて喜多見の隠していた事実を話してしまった際には、自らがその事実を明かしたことにしてほしいと久我山に願い出、表向きは自分の手柄にするためと言い自分が悪者になることで涼香やMERメンバーを守る行動に出た。
MERの最終審査会において、突発的な医療事案に備えることよりも、国民が平等に医療を受けられる体制を構築することが先決だとし、参加する医療従事者たちの負担や組織の維持費という観点からMERにはデメリットの方が大きいという理由で一度はMER解体を進言するものの、自身の心に従い、MERは要救助者のもとへ自ら向かい、全ての傷病者を必ず助け、国民に安心感を与える存在に成長したこの国に必要な組織だと断言、MER存続を強く進言し、解体が決定してもなおMERの医師としてテロ現場に向かい救命活動にあたる。
MERの正式運用開始後は、MERの統括官に就任する。
名字は文京区音羽から。
弦巻比奈（つるまき ひな）〈25〉
演 - 中条あやみ
循環器外科医を目指す東京海浜病院の研修医。志願動機に「人の命を救いたいから」と書いた履歴書をみた喜多見がMERに推薦し、高輪の反対も虚しくそのまま兼任する形となった。万全の体制で患者や家族としっかり向き合う医療と現場での瞬時な判断が要求される救命救急とのギャップに苦しみ、MERとの兼任に不満を持っていたが、危険な現場に自ら飛び込み患者の命を救う喜多見の姿勢を通じて、目の前の命に向き合う医師としての使命感とMERの仕事への誇りを持つようになり、MERメンバーとの信頼関係を深めながら次第に成長していく。
喜多見が妹・涼香の死のショックからMERを離れていた間に発生した爆弾テロに対し、出動停止の命令が下っていたのにもかかわらず、出動要請に了解し、「医師としてできることに全力を尽くす」という喜多見から教えられた姿勢を貫く。喜多見と音羽が不在の中でも、医師としてMERメンバーに指示し、懸命に救助活動にあたった。
名字は世田谷区弦巻から。
蔵前夏梅（くらまえ なつめ）〈33〉
演 - 菜々緒
看護師。外科病棟副看護師長との兼務。周囲の反対を押し切ってMERへの参加を決めた。救命現場では器械出しや医師たちの補助でその敏腕を振るう他、医師としての経験が浅い比奈をサポートする。シングルマザーで、娘・桃花がいる。絵本で読んだナイチンゲールに憧れて看護師となりMERへ加入しているが、恥ずかしいという理由から周囲には加入動機を内緒にしている。
自分の意見や意志をはっきり言う性格で、喜多見と同じく他組織や目上相手でも物怖じしない。また現場では喜多見と行動を共にすることが多く、喜多見からも強く信頼されている。大柄な男性では難しい救助活動が必要な際には危険を顧みず自ら名乗り出て任務を引き受けようとするなど、高い状況判断力と喜多見にも負けないほどの責任感を持つ人物である。
名字は台東区蔵前から。
冬木治朗（ふゆき じろう）〈46〉
演 - 小手伸也
麻酔科医。病棟の麻酔科医と兼務。麻酔科医としての技量は高く病棟での手術にも引っ張りだこで、チームからの信頼も篤い。穏やかな性格で、MERの中でも最年長なためかメンバーを気遣う発言も多く、チームの雰囲気が悪くなりかけた時は率先して場を取り持つムードメーカー。既婚者だが、妻とは多忙によりすれ違いが続き、1年ほど前から病院の近くに部屋を借りて家族とは別居状態になっていた。息子の壮太ともたまにしか会えていなかったが、山中での壮太の遭難事件を契機に自宅に戻るようになる。壮太にはMERの副チーフだと見栄を張って嘘を伝えていたが、後に喜多見からMERの副チーフということにされ、ロッカーにも音羽を除くメンバーから「副チーフ」と書かれたガムテープを貼られる。
名字は江東区冬木から。
徳丸元一（とくまる もといち）〈27〉
演 - 佐野勇斗
臨床工学技士、救命士。ERカーの機関員及び臨床工学技士で医療機器のスペシャリスト。病棟の医療機器の保守点検業務と兼務。医療現場では、救急隊の搬送支援、医療機器のセッティングやERバイクの運転をこなし、ドローンの操縦技術も有する。
極度のメカオタクでERカーを我が子の様に整備している。
消防やレスキュー隊にも詳しく、黒のワッペンをみて千住が即応対処部隊だと知った際や事故現場に出動したスーパーアンビュランスを見て興奮していた。。
名字は板橋区徳丸から。
ホアン・ラン・ミン〈28〉
演 - フォンチー
ベトナム出身の看護師。外科病棟との兼務。経済連携協定で来日。日本で最先端の医療を学び、ベトナムへ普及しようと考えている。若干訛りはあるものの、日本のことわざや故事成語をよく口にして、周囲を感心させる。
ホーチミンの看護学校には1時間かけて自転車で通っていたため、体力維持に優れている。
「喜多見チーフのような力や勇気はないが、いつか彼のように人の命を救ってみたい」と、喜多見に対する憧れともとれる発言をしている。
山中でスズメバチに襲われ倒れた消防隊員を身を挺して救おうとしたり、命令を守り救助活動に協力しない警官に対して協力を嘆願したりと、喜多見や蔵前にも引けを取らないほどの勇気と看護師としての責任感を持ち合わせる人物。

### 東京都
赤塚梓（あかつか あずさ）〈54〉
演 - 石田ゆり子
東京都知事。「TOKYO MER」の創設者。報道記者出身。テロに加担した容疑で投獄された喜多見の出所に尽力し、彼をMERのチーフドクターに抜擢した。MERが出動の際は危機管理対策室に現れ、時には現場の状況を見て自ら指示を下すこともある。
政府・与党との関係はお世辞にも良好とは言えず、特に厚生労働大臣の白金のことは「政敵である自分の作ったMERを解体しようとする厄介な存在」と敵視しており、日本初の女性総理の座を争っている。（マスメディアからは2人の苗字から、この2人の政治的対立について「赤白戦争」と焚き付けられている。）厚労省からMERについて客観的評価を下すという名目で派遣された医系技官の音羽について、喜多見に「白金の息がかかった敵」と吹き込んで警告する。
特発性拡張型心筋症を患い、時折、胸の痛みに襲われるが、MERの承認と国政選挙を控えていることからそのことを秘密にして高輪から特別診察室で診察を受けており、あるときその無理が祟って診察中に倒れてしまう。そのためMERの指揮系統を危機管理対策室に移し、室長の駒場に全権を委ねる。
心筋症で余命が短いことを覚悟し、MER解体を報告しに病室に来た白金に「私は最期に、純粋に人の命を救う政治をしたかった」と彼女が政治家を志した際に「医系技官として、国民の命を守る」と演説していたころの初心を思い起こさせ、白金の医療従事者としての良心に訴えた直後、意識不明となりICUに搬送される。
白金がiPS細胞から作り出した心筋組織の移植手術を認可したことで手術が決行されると一命を取り留め、2か月後には公務に復帰できるまでに体力を回復し、日本初の女性総理の座を争う政敵関係として再び白金と火花を散らす。
名字は板橋区赤塚から。
駒場卓（こまば すぐる）
演 - 橋本さとし
「TOKYO MER」を管理する危機管理対策室室長。元東京消防庁ハイパーレスキュー隊隊長。10年前、救助活動中に瓦礫に足を挟まれ、脊髄を損傷したことで下半身が不自由となり、車椅子を用いる。自分の怪我については後悔していないが、この時救助した男児が搬送中に命を落としてしまったことについて、あの時自分ができることがもっとあったのではないか、と深く悔やんでいる。現即応対処部隊隊長の千住とは、ハイパーレスキュー隊隊長時代の先輩後輩の間柄。
名字は目黒区駒場から。
清川標（きよかわ こずえ）
演 - 工藤美桜
危機管理対策室のメンバー。被害状況をMERに連絡し、情報を共有する。MERが出動した成果（軽傷者、重傷者、死者の人数）を報告する。
名字は台東区清川から。
目黒大知（めぐろ だいち）
演 - 猪塚健太
危機管理対策室のメンバー。MERに出動要請を伝令したり現場の状況を一報したりする。
名字は目黒区目黒から。
入谷洸平、宮城誠弥
演 - 正木航平、佐藤聖也
危機管理対策室のメンバー。
名字は台東区入谷、足立区宮城から。

### 東京消防庁
千住幹生（せんじゅ みきお）
演 - 要潤（第1話・第2話・第4話 - 第7話・第9話・最終話）
東京消防庁レスキュー隊の最精鋭集団である即応対処部隊隊長。階級は消防司令。元々東京消防庁ハイパーレスキュー隊所属。
当初は救命のために危険な救助現場にも飛び込む喜多見を、「都知事のパフォーマンス」「救助の邪魔をされ迷惑を被った」と疎ましく思っていたが、救命現場でともに窮地を切り抜けたことで信頼関係を強めていく。
自分の身の危険を顧みず誰かを助けに行く姿勢は喜多見と共通しており、ハイパーレスキュー隊時代の先輩にあたる駒場からも「あの2人は似たもの同士」と評されている、
以前、ガス爆発の現場で部下のレスキュー隊員を救ってもらった借りを喜多見に返すため、パルナ共和国大使館での救助作業中に高濃度の二酸化炭素が充満する地下駐車場で身を挺して作動した駐車場の防火シャッターを解放した際、二酸化炭素を吸い込み倒れて心停止状態に陥るが、部下のレスキュー隊に救助された後に喜多見の蘇生処置により息を吹き返す。
都内で椿による爆弾テロが発生すると爆破による命の危険を顧みず、救命に当たっていたMERの応援に駆け付け、後から喜多見が駆け付けると「あいつが来ただけで何とかなる気になっちまう」と安堵する。
名字は足立区千住から。
辰巳亮、湊佳宏、小菅康人
演 - 谷遼、高木慧一、湯川尚樹
東京消防庁即応対処部隊の隊員。崩落中のトンネルに取り残された小山医師を救出するため即応対処部隊から千住に選抜されたメンバー。千住を含めた4人で千住隊とも呼ばれている。階級は辰巳と湊が消防士長、小菅は消防副士長。
名字は江東区辰巳、中央区湊、葛飾区小菅から。

### 厚生労働省
白金眞理子（しろかね まりこ）
演 - 渡辺真起子（第1話・第2話・第5話 - 最終話）
厚生労働大臣。医系技官出身。日本初の女性総理大臣を目指す政敵である都知事の赤塚を妨害するべく、彼女が創設した「TOKYO MER」の解体を目論み、さまざまな策を講じる。
心筋症で意識不明となる直前の赤塚にMER解体を報告するが彼女から政治家を志した際の医系技官の初心を思い起こさせられ前言撤回、危機管理対策室を訪れMERの活動に正式認可を下す。そのまま天沼を突き放してからは自らの権限をフル活用し自らMERや厚労省職員への指示を出すとともに、医師会に呼びかけて東京都近隣の他県の自治体の医療従事者を動員、負傷者の救助にあたらせる。さらに赤塚を救うためにiPS細胞から創り出した心筋組織の移植手術を認可し、久我山を使って文科省に心筋組織の使用許可をも働きかける。そして天沼の闇献金の証拠となる政治資金収支報告書の原本のコピーを切り札として天沼を失脚させる。
名字は港区白金から。
久我山秋晴（くがやま しゅうせい）
演 - 鶴見辰吾（第1話・第2話・第5話 - 最終話）
医政局局長。白金の懐刀で、音羽をMERへ送り込む。理想の日本を造る力を得るために何よりも官僚として出世することが重要という考えから、政治家に尻尾をふる。
音羽がMERを守ろうとしていることに気付き、白金の「赤塚潰し」計画を遂行するべく、赤白戦争は白金の負けで自分たちは勝ち馬にのるしかないと音羽を唆し、天沼の闇献金の証拠となる政治資金収支報告書の原本のコピーを白金の大臣室から盗み出し天沼に白金の裏切りを事前にリークするように仕向け、その現場に白金と共に突撃し、白金と共謀して音羽を排除しようとする。更にこのことが原因で厚労省を辞めることになった音羽を救うためとして彼に好意を持つ涼香に接触、兄・幸太の「空白の一年」について聞き出し、それをマスメディアを利用し白日の下に晒して世間のMERへの注目と批判を膨張させると同時に天沼の闇献金の話題をうやむやにすることに成功する。しかし最終的に白金がMERへの正式認可を下し天沼を退陣させたことから、掌を返し彼女の意向に従う。また文科省とパイプがあることから、赤塚の手術に必要なiPS細胞を使った心筋組織の使用許可を文科省が下すように働きかけることを命令される。
名字は杉並区久我山から。

### 与党・民自党
天沼夕源（あまぬま ゆうげん）〈73〉
演 - 桂文珍（特別出演）（第5話・第7話・第8話・第10話・最終話）
与党・民自党幹事長。元厚生労働大臣で白金の後ろ盾。厚労大臣だった7年前に臨床学会から闇献金を受け取っていたことが発覚しそうになり、病気を理由に東京海浜病院に入院、雲隠れする。入院時、乗り合わせたエレベーターが火災により緊急停止し閉じ込められてしまい、蔓延する煙で一酸化炭素中毒に陥りそうになると同乗した妊婦の彩乃たちを見捨て、我先に逃げだそうとするが、エレベーターに乗り込んできた喜多見の酸素吸入を手伝わされ、成り行きで妊婦の帝王切開手術のアシストをすることになる。事故から救出された後は、赤塚知事の計算で事実に反してMERを出動要請し、自身も負傷しているにもかかわらず妊婦の救助を優先したヒーローとしてマスコミに拡散されたことに気をよくし、MERへの妨害行為は控えるよう白金に指示を出す。
江戸川区の清掃会社で発生したテロリストによる身代金10億円を目的とした神経ガス・爆弾テロの脅迫事案に対し、白金からの差し金で赤塚知事を総理官邸に呼び出し、テロリストの疑いがある外国人労働者を東京消防庁やMERに救助活動させるかの政治判断を迫り、救出活動中に時限爆弾の爆発で死者が発生した場合の責任を赤塚に擦り付け、政治的失脚を狙う。
自身の闇献金疑惑をもみ消すため、MER解体と喜多見のテロリスト疑惑に世間の目を向けようと画策するが、白金が赤塚の交渉により一転してMERに認可を下したことから目論見が外れるとともに白金からも「引っ込んでいてもらえますか?」と言い放たれた。さらに、白金が密かに入手した闇献金の証拠となる政治資金収支報告書の原本をリークしたため、収賄罪で逮捕・起訴され失脚する。
名字は杉並区天沼から。

### 警視庁
月島しずか
演 - 稲森いずみ（第7話 - 第9話・最終話）
警視庁公安部・外事第四課長。階級は警視正。
東京大学法学部卒業、国家公務員第I種（現・国家公務員総合職）試験合格による警察庁採用のキャリア。喜多見の「空白の1年」の秘密を知る人物。目的のためには手段を問わないクールでハードボイルドな人物。
椿のテロの犯行理由が天沼の不正献金受け取りの事実公表でなく、喜多見の大切な人の命を狙ったものであることに気付き、神経ガスによる大量虐殺の予告テロの標的が赤塚知事への心筋組織の移植手術が行われている東京海浜病院と見抜き、椿の神経ガステロを未然に阻止し、銃撃して椿の身柄を確保する。
名字は中央区月島から。
高松久志
演 - 馬場徹（第7話 - 第9話）
公安部の刑事。月島の部下。外国人労働者のカルナを一方的にテロリストと決めつけて威圧的な態度で取り調べた。
名字は練馬区高松から。

### 東京海浜病院
高輪千晶（たかなわ ちあき）
演 - 仲里依紗（第1話 - 第5話・第8話 - 最終話）
循環器外科医。比奈の指導医で、若くして心臓移植の名医として世界的に知られる憧れの存在。5年前に別れた喜多見の元妻。
涼香を爆弾テロで死亡させた自責の念からMERを離れることを決意し、気力を失った元夫・幸太を見て激昂し「医師として自分ができることに最善を尽くすこと」を教えてくれたのは幸太であったと、爆弾テロで救命に向かったMERの加勢に向かうよう彼を発奮させる。自身は心筋症で意識不明となった赤塚を助けることができる可能性のあったiPS細胞から作り出した心筋組織の移植手術を白金が認可したことから手術を決行し、成功させ赤塚の命を救う。
名字は港区高輪から。
深沢陽斗（ふかさわ はると）
演 - 佐藤寛太（第1話 - 第5話・第9話 - 最終話）
研修医。比奈と同期で彼女の相談相手でもある。
スピンオフ作品の走らない緊急救命室ではよくMERスタッフルームに足を運んでいる。
名字は世田谷区深沢から。
喜多見涼香（きたみ すずか）
演 - 佐藤栞里（幼少期：田中侑亜）（第1話・第3話 - 第6話・第8話 - 最終話）
幸太の妹。小児患者とその家族をサポートするNPO法人のスタッフとして東京海浜病院に出入りする。兄の活動を応援している。兄と高輪を復縁させたいと考えている。
MERを潰すために兄・幸太の過去を探ろうとする音羽のことを当初警戒していたが、ともにエレベーターに閉じ込められた際にその人となりに触れたことで次第に好意をいだくようになる。しかし久我山にその好意を利用され、音羽が厚労省を辞めることになったと告げられ、それを防ぐ条件として、幸太の「空白の一年」について話すように唆され、音羽を救いたいという一心で久我山の要求をのみ、幸太がテロに加担した容疑で1年間海外の刑務所に収監されていた事実を話してしまう。
兄・幸太に命を救われた知り合いと椿から接触され、自分が野戦病院を去る際に幸太にもらった、消毒液の入れてあった水筒を彼に返してほしいと頼まれる。（実はこの水筒が爆弾に改造されていた。）関東医科大学での爆破事件に際して出動し、傷病者の手当を終え東京海浜病院に戻ろうとしていた幸太たちに接触。自らの鞄に入っていた水筒を危険物と判断した幸太からそれを捨て逃げるよう指示されるが、間に合わずに爆発。全身に爆傷を負い、瀕死の状態となってERカーで幸太たちから処置を受けるも、治療の甲斐なく息を引き取り、MER発足後初かつ本作品唯一の死者となってしまった。
名字は喜多見幸太と同じく世田谷区喜多見から。

### Lasting Peace 9
世界的なテロ組織。通称：LP9。世間に不満を持つ若者をネットで煽動し、資金繰りや人員調達を行うことを常套手段として用いる。
エリオット椿（エリオット つばき）
演 - 城田優（第7話・第9話 - 最終話）
日系人テロリストで、LP9の主要人物。清掃会社で発生した神経ガス・爆弾テロに出動した救急隊に紛れ、日本理科大の薬品庫に清掃で出入りする外国人労働者・マルジの指の腹の指紋部分を切り取り、指紋認証のセキュリティーロックを突破して薬品庫に侵入、保管されている神経ガスの原料となる有機リン系化合物を略取する。
過去に海外で銃撃を受けた際、喜多見のいた野戦病院に搬送され彼に命を救われた上、匿われたことから追手の政府関係者の追跡をかわしており、翌日喜多見に対し、「私を助けたことを必ず後悔させます」と告げ病院を去る。
命の恩人であるはずの喜多見が満面の笑みで理想を語ることに対し、世の中の不条理を知らしめるという理由から水筒を改造した爆弾を使い妹の涼香の命を奪う。（椿は野戦病院にいた際喜多見から涼香の写真を見せられていたため、涼香のことを知っていた。）
天沼の不正献金受け取りの事実公表を目的としたテロに見せかけ、綺麗事を並べ、青臭い理想を掲げているだけでは何も変わらないということを喜多見に理解させるという動機で、東京海浜病院で心筋組織の移植手術を受けている赤塚都知事と執刀医の高輪、そして罪なき多くの人々の命（妹を亡くした今、喜多見が最も失いたくないもの）を狙うため、MERのスタッフルームに侵入し神経ガスを撒こうとしたが、その目論見に気付き先回りしていた月島たち公安部の刑事によってテロは未然に防がれ、自身も刑事達から2発被弾したことで意識不明の重体に陥る。身柄を確保した月島が彼を警察病院へ送り届けようとするが、妹・涼香を殺害したのにもかかわらず、「目の前の命を見捨てたら俺は医者ではなくなり、俺たちはMERではなくなる」という喜多見の信念により、ERカーへ搬送、MERのメンバーから手術を受け、見殺しにされることなく再び喜多見に命を救われた。
名字は足立区椿から。

### ゲスト

#### 第1話
長島芽衣
演 - 鈴木結和
バスとトラックの衝突事故の被害者。心停止状態に陥るが喜多見の処置で一命を取り留める。
芽衣の母親
演 - 森林永理奈

上野誠
演 - 荒川大三朗
バスと衝突事故を起こしたトラック運転手。衝突事故で危篤状態に陥るが、喜多見の事故現場での処置で一命を取り留める。居眠り運転で事故を起こした嫌疑がかけられていたが、車道に飛び出した小学生をかわすために発生した事故であることが、当事者の親子が出頭したことで証明された。
名字は台東区上野から。
実歩
演 - 入来茉里
上野誠の娘。MERを訪問し父を救命してくれたことに感謝するとともに、父が居眠り運転で事故を起こしていなかったことを伝える。
小学生
演 - 森田拳
歩道から上野誠が運転するトラックの前に飛び出したため、トラックとバスとの衝突事故の発生原因となってしまう。
根津雅弘〈31〉
演 - 奥野瑛太
東京消防庁即応対処部隊員。階級は消防士長。解体作業現場で発生したガス爆発事故の生存者確認をしていた際、再び発生したガス爆発で吹き飛ばされ、太ももに鉄筋が刺さり身動きが取れなくなっていたが、ガス爆発の危険を顧みず救命に現れた喜多見と音羽に動脈を処置され救出される。
名字は文京区根津から。

#### 第2話
足立明音〈14〉
演 - 伊礼姫奈
鉄骨落下事故に巻き込まれた女子中学生。左足を鉄骨で圧迫されたことからクラッシュ症候群を発症し、一時心停止状態に陥るがトリアージでクラッシュ症候群の発症を予見していた喜多見と、近隣病院から喜多見の指示で透析液を調達した音羽により一命を取り留める。
名字は足立区から。
吹上里奈〈46〉
演 - Yoshiko
神社の祭り会場で屋台の燃料タンクが爆発炎上し幼い息子ともども負傷した母親。下腹壁動脈からの大量出血により瀕死の状態に陥るが、ERカーで比奈が開腹手術で腸間膜を止血し、爆発事故の救命措置を終え駆けつけた喜多見と音羽が腎動静脈の確保を行い一命を取り留める。
名字は青梅市吹上から。

#### 第3話
蔵前桃花
演 - 北平妃璃愛
夏梅の娘。
真純
演 - 橘美緒
桃花が通う保育園の保育士。
渋谷日葵〈6〉
演 - 加藤柚凪
香織と品川の娘。実父の品川に人質に取られた。1型糖尿病であり食前にインスリンを定期投与しているため、食事をとらないと低血糖発作を発症する危険があり、夏梅が立てこもり現場でブドウ糖液を投与するなどして処置する。アーモンドアレルギーがあり、品川がそれを知らずにアーモンドパウダー入りのミルクチョコレートを誤って食べさせたために発作を起こしてアナフィラキシーショックに陥り呼吸困難となるが、ERカーに搬送後、喜多見にアドレナリンを気管内投与され一命を取り留める。
名字は渋谷区から。
渋谷香織〈37〉
演 - 森脇英理子
日葵の母。元夫の品川からの暴力がひどく、日葵を連れて逃げだし、飲食店に住み込みで働いていた。品川から刃物で大網の動静脈を3カ所切断されるが、喜多見に処置され加温輸血で一命を取り留める。
品川樹
演 - 川島潤哉
日葵の父。暴力が酷いため自分の元から逃げ出した香織と日葵を連れ戻そうと香織が働く飲食店に乗り込んで暴れ回る。揉み合いになり香織を刺し、その場にいた人を拳銃を持ち出して無差別に乱射して多数の人を負傷させ、更に日葵を人質にとり立てこもる。娘がアレルギーだとも知らずにアーモンド入りチョコを食べさせた為にアナフィラキシーショックを引き起こし、日葵にブドウ糖を投与しに来た夏梅をも人質にとる。日葵の命を救うためにエピペンを香織の荷物の中から探し出すように警察に要求され、夏梅を椅子に縛り付けて店内を探し回るが、夏梅の合図でSITが突入し、日葵を保護されてしまう。しかしエピペンを探していた際に足元にあったリモコンを踏みつけたことでテレビが起動、警察により突入作戦実行中であることを知り慌てて窓から顔を出し、SITのスナイパーに腹部を狙撃されながらも夏梅を保護しながら退避していた中野を銃撃し重体に陥らせる。その後再度人質に取られた夏梅の合図により再突入したSITに身柄を拘束される。狙撃された自分を処置した夏梅に自分を殺すよう挑発するが、「本当は殴りたいが、治療が面倒だから」と拒否され搬送される。
名字は品川区から。
新井将兵
演 - 山田純大（最終話）
警視庁刑事部捜査第一課特殊犯捜査係（SIT）隊長。立てこもり事件の現場に救命のため立ち入ろうとする喜多見と一時は対立するが、命がけで日葵や中野の命を救おうとする喜多見に全面的に協力する。品川に対して日葵の症状を緩和するためにエピペンを探させることで注意をそちらに引き付ける陽動作戦を立案し日葵救出のきっかけを作り、中野主任救出を目的としたERカー突入オペレーションでは防弾盾による同車両防護の陣頭指揮を執る。
都内で椿による爆弾テロが発生し多数の負傷者が発生すると、MERの救命の加勢に現れる。
名字は中野区新井から。
中野悟志〈31〉
演 - 濱正悟（最終話）
SIT主任。品川から夏梅を奪還する際、路上で品川に左鎖骨下動脈を狙撃され失血死の危機に陥るが、SIT隊が盾となり、路上で動脈を縫合されERカーに搬送後、立てこもり現場で報道関係者から献血を募り確保したA型の血液を輸血され一命を取り留める。
都内で椿による爆弾テロが発生し多数の負傷者が発生すると、隊長の新井とともにMERの救命の加勢に現れる。
名字は中野区中野から。
SIT狙撃手
演 - 敬太
SITのスナイパー。品川を狙撃し、腹部に被弾させる。
住吉
演 - 白石朋也
警視庁理事官。立てこもり現場に医療従事者に変装させた女性警官を送り込む指示を出すが、状況に応じてブドウ糖と薬剤を投与する必要があるとの喜多見からの意見で医療従事者である夏梅が送り込まれる。一般人を巻き込むリスクと警察のメンツを考慮して一時は対立したが、赤塚の言葉で態度を変えMERと合同でSIT主任の中野を救出する作戦を許可する。
名字は江東区住吉から。
特殊犯罪対策官
演 - 大西武志
立てこもり犯に人質として民間人の夏梅を差し出すことは警察の恥として制止しようとする。
参事官
演 - 中田春介
立てこもり犯への対応で失敗すれば総監の首だけではすまないと夏梅を派遣することに難色を示す。
捜査一課長
演 - 森下じんせい
立てこもり犯の元に夏梅を送り込むと警察組織の信用が地に落ちると女性警察官を立てこもり現場に派遣させようとする。

#### 第4話
小山希望〈32〉
演 - 高橋ユウ
東京海浜病院の医師。汐里に移植する心臓を移送中にトンネル崩落事故に巻き込まれ、崩落した天井に押しつぶされた車内に閉じ込められ負傷する。崩落中のトンネル内に埋もれ捜索が難航するも、乗り込んだ千住ら即応対処部隊と喜多見、蔵前たちにより救助されERカーで処置を受け、一時心停止状態に陥るが一命を取り留める。
名字は品川区小山から。
平野汐里
演 - 福室莉音
心臓移植のドナーを待つレシピエント患者。移植手術開始直前にトンネル崩落事故が発生し、運搬中の移植心臓が予定時間に到着しないトラブルに見舞われるが、保存リミットぎりぎりの心臓が徳丸と弦巻によってバイクで運搬され、一時心停止状態に陥るが無事移植手術が成功する。
名字は江東区平野から。
汐里の両親
演 - 水野智則、澤口夏奈子
移植予定の心臓がトンネル崩落事故で到着していないことを高輪から説明されるが「移植を逃すと娘は助からない」と高輪に移植手術の実施を涙ながらに懇願する。
高田憲明〈40〉
演 - 森本のぶ
移植ネットワークの医師。移植する心臓を搬送中にトンネル崩落事故に巻き込まれる。車外に出て負傷したため、レスキュー到着後すぐに救出された。
名字は豊島区高田から。
深沢
演 - 坂口和也
東京海浜病院の心臓移植手術チームの医師。
看護師
演 - Sawa
手術室看護師（オペナース）として、高輪執刀の手術で直接介助を行う。

#### 第5話
立花彩乃〈39〉
演 - 河井青葉
東京海浜病院に妊娠高血圧症と子宮頸管長の短縮から帝王切開手術を控え入院していた妊婦。涼香が搬送する車椅子に乗せられ、天沼夕源、音羽とエレベーターに乗り合わせ、火災により緊急停止したエレベーターに閉じ込められる。エレベーター内で破水し、臍帯脱出により胎児が心肺停止で死亡する危機に直面するが、エレベーター内で音羽と喜多見により帝王切開手術を受け、音羽による懸命の心臓マッサージで取り上げられた胎児は心肺停止の状態を乗り越え、一命を取り留める。
名字は墨田区立花から。

#### 第6話
冬木壮太
演 -  潤浩（第7話）
冬木治朗の息子。府中桜小3年。治朗が見栄を張りMERの副チーフと言ったことを信じ、周囲に父のことを自慢する。オリエンテーリング中に山中でスズメバチに襲われたことから登山道を離れ、避難の際に足を骨折した友人のために添え木を探しに出た先でスズメバチに刺されたショックでダウンする。過去に父親子共々スズメバチに刺されたことから次にハチに刺されるとハチ毒アレルギーで重篤な状態になる恐れがあったことから治朗が山中を懸命に捜索し、スズメバチに刺されながらも連れ戻され、喜多見によりERカーに搬送され開頭手術による頭部減圧の処置、さらにはERカーに戻ってきた音羽や弦巻たちに心膜開窓術の処置を受けたことで一命を取り留める。
冬木菜穂
演 - 小林音子（第7話）
冬木の妻。夫・治朗とは仕事のすれ違いで別居状態であったが彼のMERでの活躍は報道を通じ確認しており、壮太の遭難事件を契機に治朗に自宅に戻ってくるように連絡を取る。
和田一久
演 - 宇都宮太良
府中桜小3年。壮太の学友。遭難していたところにMERが救命に来たことを声を上げて喜ぶ。
名字は杉並区和田から。
大崎拓也
演 - 柳下晃河
府中桜小3年。壮太の学友。スズメバチに襲われ登山道を離れ山中で遭難する。
名字は品川区大崎から。
小島駿介
演 - 加藤瑛斗
府中桜小3年。壮太の学友。オリエンテーリング中にスズメバチに襲われ避難した際、足を骨折してしまう。
名字は台東区小島から。
清水
演 - 久保田南美
府中桜小の壮太の担任。オリエンテーリング中にスズメバチに襲撃され、引率していた壮太たちが遭難してしまったことを冬木に謝罪する。
名字は杉並区清水から。

#### 第7話
カルナ
演 - BREEZE
「谷中清掃」の外国人労働者。日本理科大の清掃員。テロリストから日本理科大の薬品庫にある有機リン系化合物を盗み出して現金と交換する取引を持ち掛けられるがそれを断る。後日、清掃会社でのテロで発生した神経ガスにより体調不良に陥るが、MERに介抱される。社長の谷中に威圧され黙らされていたが、兄のマルジ含む不法就労の外国人16人が爆発した建物内に取り残されていることをMERに打ち明ける。
マルジ
演 - ATRE
カルナの兄。16人の不法就労外国人の1人。日本理科大の清掃員。清掃会社で発生した神経ガス・爆弾テロの巻き添えに遭い、瓦礫の下敷きとなって右の肺が潰れてしまうが、後から到着したERカーでの緊急手術により一命を取り留める。その救急救命活動の際、指紋認証のセキュリティーを突破する目的で椿に人差し指の先端、指の腹の部分を切り取られている。
谷中
演 - 春海四方
清掃会社「谷中清掃」社長。16人の不法就労外国人を働かせていたことから、そのことを隠蔽するため、就労ビザをもつカルナが神経ガスで体調不良に陥った際も食中毒と言い張りMERを追い払おうとし、何度もカルナを威圧して黙らせていたが、カルナが爆発した建物内に神経ガスで苦しんでいる兄たちが取り残されていることをMERに打ち明けると、彼の顔を殴ったため音羽に取り押さえられる。カルナの告発を基に尋問されると「俺以外にも他の会社もやっている」と不法就労させていたことを認めるが、音羽に「不法就労を正当化する言い訳にならない」と切り捨てられ連行された。
名字は台東区谷中から。

#### 第8話
西原真琴
演 - 黒田こらん
八王子にある野沢病院の看護師長。停電による電源喪失で生命維持装置が使用できなくなった患者の処置を駆け付けたMERのメンバーと協力して対応する。
名字は渋谷区西原から。
野沢
演 - 諏訪太朗
野沢病院の医院長。虫垂炎の葉月を手術していたが、術中に停電による電源喪失事故が発生し、手術の中断を余儀なくされ、手術室の自動ドアを開くことができなくなり外部への搬送もできなくなっていたところ、駆け付けた喜多見たちに救助される。患者の葉月をERカーに搬送中、停電で暗い病院内で転倒し頭部を負傷するが、看護師長の西原たちと取り残された患者の処置対応を行う。
名字は世田谷区野沢から。
関口葉月〈16〉
演 - 渡辺優奈
野沢病院に入院中の虫垂炎の患者。虫垂炎で開腹直後、電源喪失のため手術が中断してしまい虫垂破裂で汎発性腹膜炎を発症、敗血症性ショックの誘発で命の危機に瀕するが、ERカーに搬送され虫垂切除術と洗浄ドレナージ術の処置を受け、一命を取り留める。
名字は文京区関口から。
関口泉美
演 - 今藤洋子
葉月の母。

#### 第9話
アロンソ・カルロ・メンデス〈51〉
演 - INGO
駐日パルナ共和国大使。大使館の地下駐車場で自動車のエンジンメンテナンスをしている際に消火設備の故障で噴出した高濃度の二酸化炭素を多量に吸い込み倒れてしまう。その後、腹部大動脈瘤破裂による大量腹腔内出血を発症するが、自動車のバッテリーの火花に引火して消火設備が作動し、駐車場内に閉じ込められてしまい、救助に駆け付けた喜多見と千住に駐車場内のワゴン車の中でカテーテルによる止血処置を行われ、千住が身を挺して高濃度の二酸化酸素が充満する地下駐車場の作動した防火シャッターを解放した間に1本しかない酸素ボンベを装着された上で喜多見に担がれ屋外に連れ出され、レスキュー隊に救助される。
点検業者
演 - 林和義
大使館の消火設備を点検に来ていた業者のひとり。設備故障で噴出した高濃度の二酸化炭素を吸い込んでしまい倒れてしまう。

#### 第10話
大杉円佳〈22〉
演 - 大幡しえり
関東医科大学の医学部4年生。椿が大学内に仕掛けた爆弾に被爆し負傷、大量腹腔内出血と左の大量血胸による重度の出血性ショックで心停止となる。第二の爆発が起こるかも知れない中、公安によりテロリストの内通者を確保するため外部から施錠されて逃げ出せなかったが、懸命に命を救おうとする様子がライブ配信されたことで喜多見のテロリストの嫌疑が晴れ施錠を解除され、後から現場に駆け付けたMERのメンバーたちにERカーに搬送され、アドレナリンを投与されて息を吹き返す。感染症の流行のために仕送りがなくなりバイトもできなくなり、退学を決めた時にSNSで知り合った椿に懐柔され、椿の内通者となる。椿に対して、救命に現れた喜多見の様子を逐一スマホを使い報告していた。
名字は江戸川区大杉から。
中里
演 - 杉木隆幸
関東医科大学講師。椿が大学構内に仕掛けた爆弾に被爆し、頭部と胸部の外傷で意識障害とショック状態となる。しかし、椿の内通者で事前に爆弾の位置を知っていた大杉が、良心から爆発の直前に彼を爆弾から遠ざけようとしたことで致命傷には至らず、喜多見と音羽、さらに教え子である学生たちによって命を救われる。
名字は北区中里から。
関東医科大学の医学生たち
演 - 樫尾篤紀、黒木ひかり、岡田龍太郎、増田朋弥、岡田愛、小平大智、池田匡志
関東医科大学の医学部4年生。SNSの情報で救命に駆け付けた喜多見のことをテロリストとみなし、準備室に医療器具を調達に出た喜多見を室内に監禁するが、音羽に講師の中里の命を救うには喜多見に協力することが必要であると叱責され、喜多見の監禁を解いた後はMERの救命活動や中里と大杉たちを校舎の外に搬送することに協力する。
南
演 - 三浦誠己（最終話）
警視庁公安部外事第四課 理事官。月島の右腕的存在で、本部にいる月島に代わり関東医科大学で発生した爆破事件で捜査の現場指揮を執る。椿の捜査のために渡米した過去がある。
当初は月島同様、喜多見をテロ容疑者と見なしていたが、現場で通信傍受した喜多見の言動と学生たちの反応に触れ負傷者の救出に手を貸すことを決心する。
「国民の命を守ること」を自身の職分と捉えており、涼香の死亡が確認された直後には怒りを露にし、椿の日本国内でのアジト割り出しに全力を挙げるよう捜査員に指示する。
名字は目黒区南から。
三好
演 - 内村遥（最終話）
公安部の刑事。南の部下。
名字は江東区三好から。
病院長
演 - 藤田宗久
東京海浜病院 院長。喜多見にテロリストの嫌疑がかかり、世間から問題視されたことから、MERの解散か存続が最終審査会で結論が出るまで、MERの活動を休止できないかと喜多見に迫る。
副院長
演 - 小野塚老
東京海浜病院 副院長。喜多見にテロリストの嫌疑がかかり、病院の前にマスコミが集まり、批判の電話やメールも相次いで事務職員が対応に苦慮する状況で、このままでは患者にも迷惑がかかると喜多見に苦言を呈する。

#### 最終話
大橋
演 - 桜井聖
天沼夕源の秘書。MERの最終審査会には天沼の息のかかった記者たちを入れ、その場で喜多見とLP9の関係を証言し、世間の怒りを天沼の闇献金疑惑から喜多見に向けさせれば、天沼が将来の医政局長の座を約束すると言っていたと、音羽を懐柔しようとする。
名字は目黒区大橋から。
宮坂 宏樹
演 - 大塚ヒロタ
厚生労働省 大臣官房秘書課の役人。都内で発生した爆弾テロの現場に多数の職員を率いて現れ、MER解体が決定したことを理由に、爆弾テロの負傷男性をERカーで処置させず近隣病院に搬送するよう指示を出し音羽と押し問答になるが、白金本人が危機管理対策室からMERを認可したことからERカーでの処置を認める。
名字は世田谷区宮坂から。
公安刑事
演 - 黒岩司

## スタッフ
- 脚本 - 黒岩勉
- 企画 - 高橋正尚
- 音楽 - 羽岡佳、斎木達彦、櫻井美希
- 主題歌 - GReeeeN「アカリ」（ZEN MUSIC／UNIVERSAL MUSIC JAPAN）[28][29]
- 医療監修 - 関根和彦[30]、浅利靖[30]、長谷川剛[30]
- 医事指導 - 北里大学病院 救命救急・災害医療センター[30]
- 看護指導 - 堀エリカ[30]、柳原里枝子
- 消防協力 - 東京消防庁[30]
- レスキュー指導 - 幾田雅明[30]
- 警察指導 - 伊藤鋼一[30]
- サウンドデザイン - 石井和之
- プロデュース - 武藤淳、渡辺良介（大映テレビ）、八木亜未（大映テレビ）
- 演出 - 松木彩、平野俊一、大内舞子、泉正英
- 製作・著作 - TBS

## 放送日程
| 放送回                                                                       | 放送日  | サブタイトル                                 | ラテ欄                                                    | 演出     | 視聴率 |
| ---------------------------------------------------------------------------- | ------- | -------------------------------------------- | --------------------------------------------------------- | -------- | ------ |
| 第1話                                                                        | 7月04日 | 待っていては救えない命がある                 | 走る手術室!! 全ての命を守るため… 危険に挑む救命チーム誕生 | 松木彩   | 14.1%  |
| 第2話                                                                        | 7月11日 | 若き研修医が挑む『命を背負う責任』           | 医者なら全力で命を救え! 研修医の試練                      | 松木彩   | 14.3%  |
| 第3話                                                                        | 7月18日 | 立てこもり事件… 人質の少女を救え!            | 立てこもり事件発生 病の人質少女を救え                     | 平野俊一 | 14.4%  |
| 第4話                                                                        | 7月25日 | トンネル崩落! 移植手術へ命のタイムリミット   | トンネル崩落! 心臓移植へ命のリレー!                       | 平野俊一 | 10.1%  |
| 第5話                                                                        | 8月01日 | 妊婦に迫る炎! 絶体絶命の密室で母子の命を救え | エレベーター火災! 決死のオペで閉じ込められた妊婦を救え!   | 松木彩   | 10.8%  |
| 第6話                                                                        | 8月08日 | 小学生が山で謎の大量失踪 親子の絆を救え      | 山中で謎の失踪事件 メンバーに命の危機 絆を引き裂く亀裂!   | 大内舞子 | 08.4%  |
| 第7話                                                                        | 8月15日 | 新たな敵は警察 追い込まれた弱者を救え!       | 新たな敵は巨大警察組織 謎の爆破予告から弱き人々を救え!    | 平野俊一 | 15.0%  |
| 第8話                                                                        | 8月22日 | 暴かれた禁断の過去! 仲間との絆に、終焉       | 医療機器が全停止! 危機に臨むチームの絆を裂く禁断の過去    | 松木彩   | 14.5%  |
| 第9話                                                                        | 8月29日 | 大使館で事故! 突入すれば国際問題 究極の選択  | 大使館で命の危機! 突入すれば国際問題 迫られる究極の選択   | 泉正英   | 15.0%  |
| 第10話                                                                       | 9月05日 | 最終章前編 ついに死者が? 誰よりも守りたい人  | 最終章 非情テロで遂に死者が 誰よりも守りたい人            | 平野俊一 | 13.5%  |
| 最終話                                                                       | 9月12日 | 伝説に消えた勇者たち MER最後の戦い           | 東京が燃え落ちる 絶体絶命 ピンチに響く最後の言葉          | 松木彩   | 19.5%  |
| 平均視聴率 13.6%（視聴率はビデオリサーチ調べ、関東地区・世帯・リアルタイム） |         |                                              |                                                           |          |        |

- 初回は21時 - 22時19分の25分拡大放送。
- 第2話、最終話は21時 - 22時9分の15分拡大放送。
- 第5話は『東京オリンピック 体操 種目別決勝』中継の放送延長（16時30分 - 20時25分）に伴い25分繰り下げられ、21時25分 - 22時19分に放送された[34]。

## その他
- 東京都を舞台とすることにちなんで、登場人物（ベトナム人看護師ホアンを除く）の苗字には黒岩勉が選定した首都圏の地名が用いられている[35]。
- 厚生労働大臣・白金眞理子を演じた渡辺真起子は放送終了後、自身のInstagramで「アタイ、お医者のウチの孫なんです」と親族に医師がいることを公表し、医療従事者の日々の過酷な役割に対し感謝の言葉を述べている[36][37]。
- ウォルト・ディズニー・ジャパンは本作品を2021年10月27日から傘下の動画配信サービスであるDisney+のスターにて世界配信することでTBSテレビと合意したことを同年9月29日に発表した。日本のドラマがDisney+にて配信されるのは本作品が初めてとなる[38][39]。

## 受賞歴
- 第109回ザテレビジョンドラマアカデミー賞[40]
  - 最優秀作品賞
  - 主演男優賞：鈴木亮平
  - 助演男優賞：賀来賢人
  - 助演女優賞：菜々緒
  - 監督賞：松木彩、平野俊一、大内舞子、泉正英
- コンテントアジア賞2022[41]
  - ベストアジアドラマ部門：最優秀賞
- 第4回アジアコンテンツアワード[42]
  - 主演男優賞：鈴木亮平

## スピンオフドラマ
『TOKYO MER〜走らない緊急救命室〜』（トウキョウ エムイーアール はしらないきんきゅうきゅうめいしつ）のタイトルで、Paraviにて2021年6月27日の23時9分からEpisode0が配信された。主演は中条あやみ。TOKYO MERメンバーたちの意外な関係性を脱力感満載に、誰も「走らない」現場を描くコメディ作品。以降、毎週本編の放送直後に配信。Episode0は 「TOKYO MERチーム」誕生の前日譚で、本編で活躍するERカーに関する話が展開された。Episode0を含めて全7話。

### キャスト（スピンオフドラマ）
- 弦巻比奈 - 中条あやみ
- 深沢陽斗 - 佐藤寛太[44]
- 冬木治朗 - 小手伸也（Episode1、5）
- ホアン・ラン・ミン - フォンチー（Episode3、4）
- 徳丸元一 - 佐野勇斗（Episode4）

### スタッフ（スピンオフドラマ）
- 脚本 - 柳しゅうへい、酒井義文、我人祥太、鈴木悟史
- 演出 - 有川崇（アルファ・グリッド）
- プロデュース - 武藤淳、八木亜未（大映テレビ）、朝倉千代子（アルファ・グリッド）
- 制作協力 - アルファ・グリッド
- 製作著作 - TBS

### 配信日程（スピンオフドラマ）
| 各話          | 配信日  | サブタイトル      | 脚本                                    |
| ------------- | ------- | ----------------- | --------------------------------------- |
| Episode0      | 6月27日 | TOKYO MER誕生前夜 | 我人祥太                                |
| Episode1      | 7月04日 | 違うんです!!      | 鈴木悟史                                |
| Episode2      | 7月25日 | いる、いらない    | 酒井義文                                |
| Episode3      | 8月01日 | 仮眠              | 鈴木悟史                                |
| Episode4      | 8月15日 | なんでもいい      | 柳しゅうへい                            |
| Episode5      | 8月29日 | 絶対に開けるな!   | 酒井義文                                |
| Final Episode | 9月12日 | 恋バナ            | 柳しゅうへい 酒井義文 我人祥太 鈴木悟史 |

- 8月22日・9月5日は新作の配信休止（かわりに中条あやみと佐藤寛太のトークが配信された）。

## ショートアニメ
『GO!GO!TOKYO MER 緊急事態と戦う仲間達』
TOKYO MERのメンバーを動物キャラクターにデザインしたFUNNYMOVIE制作のショートアニメを、2022年1月5日よりTVer、TBS FREE、GYAO!、Paraviにて配信（Paravi以外は期間限定）。
5月現在では全32話

### キャスト（ショートアニメ）
- キタミ - ゴリラ
- オトワ - オオカミ
- フユキ - フクロウ
- ヒナ - リス
- ナツメ - ヒョウ
- ミン - ヒツジ
- トクマル - レッサーパンダ
- センジュ - ウマ
- タカナワ - シカ
- アカツカ - ウサギ

## スペシャルドラマ 隅田川ミッション
『TOKYO MER 隅田川ミッション』（トウキョウ エムイーアール すみだがわミッション）のタイトルで、2023年4月16日21時 - 22時19分に放送。正式運用開始から半年後の「TOKYO MER」の活躍が描かれる。

### あらすじ（スペシャルドラマ）
TOKYO MERの正式運用後から半年後。MERを政令指定都市に拡大させるため、音羽はMERを去ることになってしまう。一方、音羽の代わりとなるセカンドドクター問題に喜多見は頭を悩ませていた。チーム内では比奈の昇格を望む声も上がるが、音羽は比奈に循環器外科の道に進むべきだと断言し、比奈も音羽の代わりになれるのかとプレッシャーを感じていたことから、悩んでいた。やがて、音羽の後任でメンバーに入ったのは、同じく厚労省医系技官の青戸達也だった。表向きはセカンドドクター候補としての派遣だが、そこには厚労省側の思惑があった。そんな中、隅田川で大型水上バスと屋形船の衝突事故が発生したうえ、屋形船はコントロールを失って暴走し、45名が取り残されてしまう。その屋形船内には、比奈がオペを終えたばかりの幼い少女の姿もあった。さらに、屋形船の船艇からは燃料が流出して爆発の危機が迫る。TOKYO MERは東京消防庁即応対処部隊と共に決死の救出劇に挑み、喜多見はすべての傷病者を救おうと予想外の作戦に出る。

### キャスト（スペシャルドラマ）

#### TOKYO MER（スペシャルドラマ）
喜多見幸太（きたみ こうた）
演 - 鈴木亮平
チーフドクター。「待っているだけじゃ救えない命がある」をモットーとし、危険な現場にも飛び込み命を救う為に活動を行う。
音羽の後任となるセカンドドクター問題に頭を悩ませる。
劇場での事故現場で腕を負傷しながらもオペを続行した比奈の行動を判断ミスだったと叱責する。
音羽尚（おとわ なお）
演 - 賀来賢人
セカンドドクター。正式にMER統括官となったことで、これから全国の政令指定都市にMER展開する計画に乗り出すためチームを去る準備を進めている。
自分が去った後のMERを憂慮している。現場での比奈の判断ミスを咎め、彼女に循環器外科の道に進むよう提言する。
弦巻比奈（つるまき ひな）
演 - 中条あやみ
研修医。循環器外科との兼務で、当初はMERに配属されたことを嫌がっていたが、数々の現場を経験してメンバーとの信頼関係を深め、医師としても成長を遂げた。
江東区内の劇場で発生した特殊効果装置の暴発事故に際し出動、救命処置中に照明器具の落下により右腕を負傷。患者の状態を鑑み、ERカーにて喜多見と音羽が不在の中オペを強行。しかし腕が思うように動かせず処置は難航、更に患者の傷が予想に反して深かったことで対応不能に陥ってしまう。駆けつけた喜多見と音羽によって患者はことなきを得たものの、現場を預かるドクターとして自分と患者の状態を見極め最適な判断ができなかったことに対して、喜多見と音羽から厳しい言葉で叱責されてしまう。当初の夢であった循環器外科の道とMERに残留するかで深く悩む。
蔵前夏梅（くらまえ なつめ）
演 - 菜々緒
看護師。普段は東京海浜病院外科病棟において副看護師長を務める。喜多見チーフの右腕的存在であり自らも危険な現場に果敢に飛び込む。
高輪との復縁を考えている喜多見に、高輪について探りを入れるように頼まれているらしい。
冬木治朗（ふゆき じろう）
演 - 小手伸也
麻酔科医。MER内のムードメーカー的存在。麻酔科医としての技量は高くチーム内でも信頼は厚い。
徳丸元一（とくまる もといち）
演 - 佐野勇斗
臨床工学技士で救急救命士。普段は医療機器の保守点検を行ったりしている。出動の際にはERカーの運転手として活動する。
ホアン・ラン・ミン
演 - フォンチー
看護師。ベトナムから経済連携協定で来日しており普段は外科病棟で看護師として勤務している。
青戸達也（あおと たつや）
演 - 伊藤淳史
サポートドクター。厚労省医政局総務課の医系技官であり音羽の先輩。音羽の後任としてMERに入隊した人物。普段は愛想の良い笑顔を振りまいているが、実は現場からは8年離れていたこともあって医師としての技量は皆無。しかし、本人にその自覚は全くなく、厚労省入所後も災害時の医療支援に参加した経験などから「音羽が出来たのなら私にも出来る」と自信ありげに語る。そのことから裏では「ポンコツ」と言われており、厚労大臣が医療ミスを期待してMERに送り込んだ。
当初は比奈のことを研修医扱いし、やや上から目線の態度をとっていたが、オペ中に自分が対応できない事態をフォローしてもらったことでその態度を改める。それと同時に自分の技量のなさを受け入れ、医療活動が円滑に進むよう出来る限りのチームへのサポートを行った。
出動の後、蒲田がMER全国展開計画に参入する企業から賄賂を受け取っていたことをマスコミにリークし、蒲田を実質的に厚労相の座から引き摺り下ろして厚労省を去ることになる。同時にMERも脱退し、地元に戻ってまた研修医から出直すことを決意した。
名字は葛飾区青戸から。

#### 東京都（スペシャルドラマ）
赤塚あずさ（あかつか あずさ）
演 - 石田ゆり子
東京都知事。TOKYO MER創設者。心筋組織移植手術を受け容態も安定し公務に専念している。
駒場卓（こまば すぐる）
演 - 橋本さとし
都庁危機管理対策室長。MER出動時に現場に指示を出す。

#### 厚生労働省（スペシャルドラマ）
蒲田三郎（かまた さぶろう）
演 - 鴻上尚史
厚生労働大臣。政令指定都市にMERを配備する計画を進めておりその為都知事直轄のTOKYO MERを解体に追い込むため「ポンコツ」青戸をチームに送り込む。
赤塚からは「大っ嫌い」と陰口を叩かれ、非常に嫌われている。さらに、赤塚や青戸から「銭ゲバ」と言われている通り非常に金にがめつく、MER全国展開計画に新たに参入する企業からリベート代わりに利益の10%を献金として受け取ろうとしていた。
隅田川で発生した屋形船同士の衝突事故に際して、現場近くに設置された臨時危機管理対策本部に、MER全国展開のための視察という名目で（実際は青戸のポンコツ具合を確かめに）訪れる。青戸を緊急オペの執刀医にすることに表向きは反対し、問題が起きた場合の責任を回避する動きを取る。
事故後、青戸のリークによって政治資金パーティの収入を過小記載していたことがマスコミの知るところとなり、政治資金純正法違反の疑いで警察の捜査を受けることとなったため、国会の会議に影響が及ぶことを避けるためとして辞任を余儀なくされる。（首相による事実上の更迭である。）
名字は大田区蒲田から。
久我山秋晴（くがやま しゅうせい）
演 - 鶴見辰吾
厚生労働省医政局長。音羽と青戸の上司。さらなる出世を目論み新大臣である蒲田に忠誠を尽くしている。蒲田の指示で都知事直轄のTOKYO MERの解体に加担している。

#### 東京海浜病院（スペシャルドラマ）
高輪千晶（たかなわ ちあき）
演 - 仲里依紗
循環器外科医。比奈や深沢の指導医で、若くして心臓移植のスペシャリストとして世界的にその名を知られている。比奈にとっては尊敬する憧れの存在。喜多見の元妻。比奈に対して「優秀な心臓外科医になる」と期待を寄せる。

#### 東京消防庁（スペシャルドラマ）
千住幹生（せんじゅ みきお）
演 - 要潤
東京消防庁即応対処部隊の隊長。屋形船に取り残された人々を救う為小型救命ボートで出動し要救助者の救助活動を行う。MERと協力し重症者のトリアージや喜多見の補助などを行う。
辰巳亮、湊佳宏、小菅康人
演 - 谷遼、高木慧一、湯川尚樹
東京消防庁即応対処部隊の隊員。千住の部下。
屋形船に取り残された人々を救う為にMERと協力し救助活動を行う。

#### その他（スペシャルドラマ）
京橋胡桃
演 - 志水心音
弦巻比奈が担当した心臓病患者。退院後間もないときに屋形船の事故に巻き込まれる。
名字は中央区京橋から。
京橋真紀
演 - 坂ノ上茜
胡桃の母。胡桃と共に屋形船の事故に巻き込まれる。
女性客
演 - 田村真子（TBSアナウンサー）
屋形船に取り残された女性客。

### スタッフ（スペシャルドラマ）
- 企画プロデュース - 高橋正尚[3]
- 脚本 - 黒岩勉[3]
- 監督 - 松木彩[3]
- 特別協力 - 東京消防庁、第三管区海上保安本部・東京海上保安部
- プロデューサー - 八木亜未[3]
- 主題歌 - 平井大「Symphony」[49]
- 製作著作 - TBS

### 放送日程（スペシャルドラマ）
| 放送日  | サブタイトル               | 視聴率 |
| ------- | -------------------------- | ------ |
| 4月16日 | TOKYO MER 隅田川ミッション | 12.7%  |

## 劇場版

### 第1作
『劇場版TOKYO MER〜走る緊急救命室〜』（げきじょうばん トウキョウ エムイーアール はしるきんきゅうきゅうめいしつ）のタイトルで、2023年4月28日に公開。キャストはドラマ版から続投し、「TOKYO MER」が正式運用されてから2年後の彼らの活躍が描かれる。
続編となる『劇場版TOKYO MER〜走る緊急救命室〜南海ミッション』が2025年8月1日に公開された。新チーム南海MERが南海の離島を舞台に海を跨ぐ高難度ミッションに挑む。

#### あらすじ（第1作）
TOKYO MERが正式運用を開始してから2年の月日が流れていた。メンバーそれぞれが月日を得て各々更なる成長を遂げていた。そんなある日、横浜みなとみらいのランドマークタワーで前代未聞の大規模火災が発生。地上70階の展望フロアには193名が取り残されているとの情報も入る。要請を受け出動し救命活動を展開するTOKYO MER。そんな彼らの前に現れたのは横浜市に創設された厚労省直轄の救命救急チームYOKOHAMA MERだった。展望フロアに取り残された人々を救出に向かおうとする喜多見に対してYOKOHAMA MERチーフの鴨居から待ったをかけられてしまう。TOKYO MERのモットーである「待っているだけじゃ、救えない命がある」と、対するYOKOHAMA MERのモットーは「危険を冒しては、救えない命がある」とまさに正反対の考えを持つ。そんな中、193名の中に喜多見の妻となった千晶の姿もあった。
喜多見は医者として、夫婦として最大の決断を迫られる事になる。2年前打ち砕かれた死者ゼロと言う信念。全ての命を救い誰も死なせない為にTOKYO MERの戦いが始まる。

### 主要人物
喜多見幸太（きたみ こうた）〈40〉
演 - 鈴木亮平
TOKYO MERチーフドクター。「待っているだけじゃ救えない命がある」をモットーとし、危険な現場にも飛び込み命を救うために医療活動を行う救命医。医師らしからぬ強靭な肉体を持ち災害現場での救助活動においても目の前の命を救うため全力を尽くす。さらにオペの腕前、指示も的確で様々な分野のオペに長けている。現在は元妻であった千晶と再婚した。
音羽尚（おとわ なお）〈33〉
演 - 賀来賢人
厚生労働省MER推進部統括官・医系技官。
元TOKYO MERセカンドドクターであり、卓越した医療技術でチーフの喜多見を支えていた。元はMERを解体する為に厚労省から派遣されていたが、現場でのチームの必要性を感じMER存続を進言し、MERが正式運用されるきっかけをつくる。現在はチームを離れ、MERを全国の政令指定都市に展開する計画を進めている。
ランドマークタワーの火災現場ではMER統括官として現場の全体指揮を執る。
弦巻比奈（つるまき ひな）〈27〉
演 - 中条あやみ
TOKYO MERセカンドドクター。普段は循環器外科との兼務で活動を行なっている。当初はMERとの兼務を快く思っていなかったが、数々の現場を経験し成長を遂げた。現在は潮見の先輩としてチームでも活躍している。
蔵前夏梅（くらまえ なつめ）〈35〉
演 - 菜々緒
TOKYO MER看護師。普段は東京海浜病院外科病棟において看護師長を務める。喜多見の右腕的存在であり、的確な器械出しでチームをサポートする他、自らも危険な現場に果敢に飛び込む。
冬木治朗（ふゆき じろう）〈48〉
演 - 小手伸也
TOKYO MER麻酔科医。MER内における縁の下の力持ちで、オペでは患者の全身管理を担っている。麻酔科医としての技量は高くチーム内でも信頼は厚い。
徳丸元一（とくまる もといち）〈29〉
演 - 佐野勇斗
TOKYO MER臨床工学技士で救急救命士。普段は医療機器の保守点検を行っている。出動の際にはERカーの機関員としての活動とオペ室では医療資機材のセットアップを行なっている。機械にかなり詳しい極度のメカオタクでERカーを我が子の様に整備をしており、羽田空港爆発事故で爆風に巻き込まれて損傷したT01を見て嘆いていた。
潮見知広（しおみ ともひろ）
演 - ジェシー（SixTONES）
TOKYO MERに配属となった研修医。MERメンバーの弦巻比奈の後輩。どんな危険にも勇敢に飛び込むメンバーに戸惑いながらもMERの医師として成長を遂げる。チーフの喜多見に憧れを持っており同じ筋トレのメニューなどをこなしている。
名字は江東区潮見から。
ホアン・ラン・ミン〈30〉
演 - フォンチー
TOKYO MER看護師。ベトナムから経済連携協定で来日しており普段は外科病棟で看護師として勤務している。ベトナムに日本の医療技術を持ち帰るためMERでの実践を積んでいる。オペの際は外回りとして機材の補充などを行い、全体が円滑に進むようにフォローしている。
千住幹生（せんじゅ みきお）
演 - 要潤
東京消防庁即応対処部隊の隊長。元々東京消防庁ハイパーレスキュー隊所属。当初はMERに対し否定的であったが、様々な現場を経験しMERを認め協力して救助活動を行う。危機管理対策室長の駒場とはハイパーレスキュー隊時代の先輩と後輩。ランドマークタワー火災現場に東京消防庁の応援隊としていち早く駆けつけ救助活動を行った。
高輪千晶（たかなわ ちあき）
演 - 仲里依紗
東京海浜病院循環器外科医。比奈の憧れであり指導医。世界でも名の知れた心臓・血管の治療のエキスパート。喜多見の元妻であったが彼のプロポーズを受けて再婚。横浜の実家に帰省中にランドマークタワーでの大規模火災に巻き込まれてしまう。
赤塚梓（あかつか あずさ）
演 - 石田ゆり子
東京都知事。TOKYO MERの創設者。MER出動時には危機管理対策室に自ら現れ現場に指示を出す事もある。
喜多見涼香(きたみ すずか)
演 - 佐藤栞里
幸太の妹。2年前、あるテロ組織の爆破事件に巻き込まれ命を落とす。

### YOKOHAMA MER
鴨居友（かもい ゆう）
演 - 杏
YOKOHAMA MERチーフドクター。アメリカ帰りで最先端の医療技術を学んできた救命医。音羽の医学部時代の同級生で元恋人。どんな時も冷静沈着な救命のプロ。不合理なことは一切認めない冷徹さを持つ一方、医師としての使命感はTOKYO MER の喜多見にも劣らない。「危険を冒しては、救えない命がある」をモットーとし、医者は自分の命を守り安全な場所に運ばれてきた傷病者を全力で救う事が大事であるとしているため、危険な現場で医療活動を行うTOKYO MERチーフの喜多見と対立関係にある。
名字は横浜市緑区鴨居から。
元町馨（もとまち かおる）
演 - 古川雄大
YOKOHAMA MERセカンドドクター。鴨居の右腕的存在。ランドマークタワーで発生した大規模火災でTOKYO MERと対面した際、潮見の患者への対応の問題点を指摘し、東京チームと横浜チームでは意識も技術もレベルが違う、と嘲笑する。
名字は横浜市中区元町から。
杉田英輔 (すぎた えいすけ)
演 - 谷風作
YOKOHAMA MERサードドクター。
名字は横浜市磯子区杉田から。
磯子修治（いそご しゅうじ）
演 - 駒水健
YOKOHAMA MER 臨床工学技士。
名字は横浜市磯子区から。
森ゆかり (もり ゆかり)
演 - 森麻里百
YOKOHAMA MER 看護師。
名字は横浜市磯子区森から。
中尾愛莉 (なかお あいり)
演 - 青山めぐ
YOKOHAMA MER 麻酔科医。
苗字は横浜市旭区中尾から。
日吉　(ひよし)
演 - 梅田脩平
YOKOHAMA MER 看護師。
苗字は横浜市港北区日吉から。

### 都庁危機管理対策室
駒場卓（こまば すぐる）
演 - 橋本さとし
都庁危機管理対策室長。元東京消防庁ハイパーレスキュー隊隊長。TOKYO MER出動時に指示等を出す。
目黒大知（めぐろ だいち）
演 - 猪塚健太
東京都危機管理対策室のメンバー。MERに対して出動命令を下す。
清川標（きよかわ こずえ）
演 - 工藤美桜
危機管理対策室のメンバー。被害状況をMERに連絡し、情報を共有する。MERが出動した成果（軽傷者、重傷者、死者の人数）を報告する。

### 東京消防庁
辰巳亮、湊佳宏、小菅康人
演 - 谷遼、髙木慧一、湯川尚樹
東京消防庁即応対処部隊の隊員。千住の部下。
ランドマークタワーに取り残された193名を救う為スーパーレンジャーやMERと協力して救助活動を行う。
戸越慎之介 (とごし しんのすけ)
演 - 三宅亮輔
東京消防庁即応対処部隊の新隊員。

### 厚生労働省
両国隆文（りょうごく たかふみ）
演 - 徳重聡
厚生労働大臣。YOKOHAMA MER創設者の一人。厚労省では全国の政令指定都市にMERを配備させようと計画しているため都知事直轄であるTOKYO MERを目の敵にしている。MER全国展開の計画を軌道に乗せ、出馬予定の総裁選でのアピールポイントとすることを目論んでおり、都知事の赤塚に「横取り野郎」と陰口を叩かれる。ゆくゆくは都知事直轄のTOKYO MERも厚労省の管轄に吸収しようと企んでいる。
ランドマークタワー火災現場では現場指揮本部に現れ、YOKOHAMA MERを前線で活動させる為にTOKYO MERに対して余計な真似はしないようにと圧をかけた。
名字は墨田区両国から。
久我山秋晴（くがやま しゅうせい）
演 - 鶴見辰吾
厚生労働省医政局長。音羽の上司。当初は白金と共にMERを潰そうとしていたが、白金がMERに対し正式な活動認可を出した為MER活動を支援する形になる。
ランドマークタワーで発生した大規模火災で延焼が続き、現着しているMERや横浜市消防局、東京消防庁のみでは全ての傷病者に対応しきれないと判断、両国に内緒で官房長官となった白金に近隣各県からの応援を要請するよう働きかける。さらに総裁選でのライバルの芽を摘むことができるとして、両国のパワハラの証拠となる音声データを白金に提出する。

### その他
白金眞理子（しろかね まりこ）
演 - 渡辺真起子
内閣官房長官。元厚生労働大臣であり元医系技官。政敵である赤塚都知事が生み出したTOKYO MERを潰そうとしていたが、音羽からMERの必要性を進言されMERの活動を正式に認可した。日本初の女性総理を狙って赤塚と争っている。
劇場版では久我山からの要請でランドマークタワー火災現場に近隣各県から消防やDMATの応援要請を行った。
放火犯
演 - 今野浩喜
ランドマークタワー爆発火災の犯人。ビル清掃員になりすまし、タワーに侵入して24階オフィスフロアにガソリンを撒き放火した。スプリンクラー制御室を破壊し上層階にも大量のガソリンを仕掛け排気ダクトを使って炎を延焼させ横浜市消防局の隊員の負傷、延焼拡大を図った。自身も重症の火傷を負い救助されるが、MERに対して自殺企図を示す発言をしている。
真緒とその母
演 - 池村碧彩、新井恵理那
上空で機体異常を起こし緊急着陸した旅客機の乗客の母娘。緊張性気胸を発症した真緒は喜多見の処置を受けた。
佐野美佐子
演 - 野崎萌香
緊急着陸したスカイワールド機のキャビンアテンダント。腹部外傷による重症ショックを起こし緊急手術を受ける。
飛行機の乗客
演 - 番家天嵩、成澤優子
スカイワールド機の乗客。
沢渡、加賀原
演 - 信太昌之、二木咲子
神奈川県の担当者。ランドマークタワー爆発火災の現場指揮本部で指示を行う。
富士塚
演 - 今奈良孝行
横浜市消防局の職員。現場指揮本部の消防担当者。
神奈川県警の担当者
演 - 長島慎治
神奈川県警の警察官。
消防隊長
演 - うえきやサトシ
横浜市消防局西消防隊の隊長。爆発により負傷するも要救助者救出の為にMERの制止を振り切ってタワーに突入した。
星川広子
演 - 外海多伽子
ランドマークタワーに取り残された老婆。頭部外傷と骨盤動揺、左大腿部腫脹を起こし瀕死の状態に陥る。　
星川翔馬
演 - 森優理斗
広子の孫。
客
演 - 佐藤真弓、松嶋亮太、延増静美、福田周平、阿佐辰美
ランドマークタワー展望台フロアに取り残された一般客たち。
ビルスタッフ
演 - 大村わたる、もりりょう
ランドマークタワーのビルスタッフ。
中学生
演 - 西山蓮都、坂本龍之介、東原武久都、森美理愛、小菅汐梨、小熊萌凛、鍵和田花
ランドマークタワー展望台フロアに取り残された中学生たち。
宮城誠弥、入谷洸平
演 - 佐藤聖也、正木航平
都庁危機管理対策室の職員。
翔馬の母
演 - 澤村菜央
その他
演 - 黒田浩史、田中佑弥、平井貴子、武藤卓、大瀧慶祐、謝花弘規、中山祐太、舩本愛斗、福井崇至、大竹周作、菊地剛、寺尾真俊、尾﨑渉、鴇崎真琴、渡邊拓訓、やまたつや、與島瑠晟（役名：徳丸代）、松本銀二、林直樹、SAWA、牧佳子、塩澤敬介、米山葵咲空、川名求己、日野綾子、橋本浩人、河津香賀美、南波雅俊（TBSアナウンサー）、若林有子（TBSアナウンサー）、倉沢学、ジャン・裕一、後藤ひろみ、内藤典彦、横浜市消防局マスコットキャラクター・ハマくん、ミズキー（港北区）、スウィンギー（中区）、いたち川マスコット・タッチーくん（栄区）、ウナシー（戸塚区）、にしまろちゃん（西区）、スイッチON磯子区案内役・梅さん（磯子区）、かめ太郎（神奈川区）、コスモくん（よこはまコスモワールド）

#### スタッフ（第1作）
- 監督 - 松木彩[98]
- 脚本 - 黒岩勉[98]
- 音楽 - 羽岡佳、斎木達彦、櫻井美希[98]
- 主題歌 - 平井大「Symphony」（avex trax）[49]
- 企画・プロデュース - 高橋正尚[98]
- プロデュース - 八木亜未、辻本珠子[98]
- 共同プロデューサー - 渡辺匠[98]
- 音楽プロデューサー - 溝口大悟[98]
- ラインプロデューサー - 野口聖太朗、鈴木大造[98]
- 撮影 - 須田昌弘[98]
- 照明 - 鈴木博文[98]
- 録音 - 湯脇房雄[98]
- VE - 塚田郁夫[98]
- 美術プロデューサー - やすもとたかのぶ[98]
- 美術デザイン - 渡邉由利、古積弘二[98]
- 美術ディレクター - 高田圭三[98]
- 装飾 - 佐竹諭[98]
- 衣装 - 山田みずほ[98]
- ヘアメイク - 坂間亜由美[98]
- 持道具 - 高野緑[98]
- アクションコーディネーター - 川澄朋章[98]
- 操演技師 - 鳴海聡[98]
- 編集 - 菅野詩織[98]
- カラリスト - 石原泰隆[98]
- VFXスーパーバイザー - 小坂一順[98]
- 選曲 - 石井和之[98]
- 音響効果 - 佐々木淳一[98]
- スクリプター - 杉本友美[98]
- 監督補 - 塩崎遵[98]
- 制作担当 - 紺野生[98]
- 宣伝プロデューサー - 江上智彦、宮崎隼人
- 特別協力 - 三菱地所、三菱地所プロパティマネジメント
- 消防特別協力 - 東京消防庁、横浜市消防局
- 配給 - 東宝[98]
- 製作幹事・制作プロダクション - TBSテレビ
- 製作 − 劇場版『TOKYO MER』製作委員会（TBSテレビ、ホリプロ、東宝、テンカラット、MBS、CBCテレビ、大映テレビ、TCエンタテインメント、RKB毎日放送、HBC北海道放送）

#### テレビ放映（第1作）
| 回数 | 放送局    | 放送枠   | 放送日        | 放送時間      | 放送分数 | 平均世帯 視聴率 | 備考                        |
| ---- | --------- | -------- | ------------- | ------------- | -------- | --------------- | --------------------------- |
| 1    | TBSテレビ | （なし） | 2025年7月31日 | 20:00 - 23:00 | 180分    | 8.0%            | 地上波初放送 本編ノーカット |

- 地上波放送・関東地区のみ記載。
- 視聴率はビデオリサーチ調べ。関東地区でのデータ。

### 南海ミッション
『劇場版TOKYO MER〜走る緊急救命室〜南海ミッション』（げきじょうばん トウキョウ エムイーアール はしるきんきゅうきゅうめいしつ なんかいミッション）のタイトルで、2025年8月1日に公開された。メンバーは劇場版第1作目から続投する。また、公開初日からIMAXでの上映も実施された。
TOKYO MER発足から通算4年後、劇場版第1作から2年後の彼らの活躍を描く。新たに発足した救命救急チーム南海MERが鹿児島県諏訪之瀬島で発生した大規模噴火に海を越えたかつてない救命ミッションに挑む。

#### あらすじ（南海ミッション）
横浜ランドマークタワー大規模火災から2年後。
2025年、東京都知事直轄の救命救急チームTOKYO MERの活躍が世間で高く評価されて主要都市の札幌市・仙台市・名古屋市・大阪市・福岡市に新たなるMERが発足していた。その一方で離島地域である沖縄、鹿児島にも事故や災害対応のためMERの誘致活動が活発化していた。南海地方に新たなMERを始動させるためにTOKYO MERから喜多見と看護師の夏梅が指導スタッフとして派遣されることに。オペ室を搭載した中型緊急車両NK1とNK1を搭載できるフェリーNK0を配備したチーフドクター候補の牧志秀実率いる海を渡り医療活動を行う新救命チーム南海MERの試験運用が始まった。話題となった南海MERだったが、発足後半年を過ぎても緊急出動件数はゼロ。チーム廃止の危機を迎えていたなか、鹿児島県諏訪之瀬島で大規模噴火が発生。大規模医療事案として南海MERに初めての出動要請がかかる。しかし島では溶岩が島全体を焼き尽くし、多くの噴石や火山灰が降り注ぐなかに島民79名が取り残されるという絶体絶命の状況。しかも島民の中には高齢者や子供も多く避難も容易ではない。南海MERは装備が貧弱で救命経験はゼロ。島では溶岩が炎が島民に迫り避難を拒む。救助ヘリは噴煙によって上空につけることは不可能な状態。さらには、応援要請をした海上保安庁、海上自衛隊の到着には相当の時間を要するというまさに絶体絶命の危機。今、目の前の命を救えるのは南海MERだけ。そして、南海MERは決死の覚悟で絶海の孤島に乗り込む。救助活動中も火山は容赦なく噴火し更には火砕流が迫り来るなか『待っているだけでは、救えない命がここにある』をモットーに東京チームでも経験のない大自然の脅威を相手に、南海MERが諏訪之瀬島の島民と連携して死者ゼロを目指し前代未聞の海を越えたMER史上最大の救命ミッションに挑む。

#### キャスト（南海ミッション）
喜多見幸太（きたみ こうた）
演 - 鈴木亮平
TOKYO MERチーフドクター。「待っているだけじゃ、救えない命がある」をモットーにこれまで数多くの災害現場で人命を救ってきた救命医。
医師らしからぬ強靭な肉体と卓越した医療技術を持っており災害現場において実力を発揮している。
新チーム南海MERの育成指導のため指導スタッフとして南海MERに出向している。
蔵前夏梅（くらまえ なつめ）
演 - 菜々緒
TOKYO MER看護師。チーフの喜多見の右腕的存在。命を救う為なら危険な現場にも喜多見と共に果敢に飛び込む。南海MERの育成指導のため喜多見と共に南海MERに出向中。
音羽尚（おとわ なお）
演 - 賀来賢人
厚生労働省MER推進部統括官であり医系技官。
元TOKYO MERセカンドドクターとして活動しており卓越した医療技術でチーフの喜多見を相棒として支えていた。現在は厚労省MER統括官としてMER全体をサポートしている。横浜ランドマークタワーの火災現場では再びチームの一員として活動した。今作では厚生労働省の災害対策本部から南海MERを指揮する。
弦巻比奈（つるまき ひな）
演 - 中条あやみ
TOKYO MERセカンドドクター。普段は循環器外科と兼務で活動を行なっている。MER発足時は危険な現場に飛び込む事を快く思っておらずチームを抜けたいとまで思っていたが数々の災害現場を経験し成長を遂げ現在は音羽の後任のセカンドドクターとしてチームで活躍している。
冬木治朗（ふゆき じろう）
演 - 小手伸也
TOKYO MER麻酔科医であり副チーフ。MER内における縁の下の力持ちで、オペでは患者の全身管理を担っている。麻酔科医としての技量は高くチーム内でも信頼は厚い。
徳丸元一（とくまる もといち）
演 - 佐野勇斗
TOKYO MER臨床工学技士で救急救命士。看護師の資格も保有している。普段は医療機器の保守点検を行っている。出動の際にはERカーの機関員としての活動とオペ室では医療資機材のセットアップを行なっている。極度のメカオタクでもありERカーを我が子のように整備している。
潮見知広（しおみ ともひろ）
演 - ジェシー（SixTONES）
TOKYO MER研修医。MERメンバーの弦巻比奈の後輩。どんな危険にも勇敢に飛び込むメンバーに戸惑いながらもMERの医師として成長を遂げる。ランドマークタワー火災現場では燃え盛るビルに足がすくむなか勇気を振り絞り突入しメンバーに薬品を届けた。チーフの喜多見に憧れを持っており同じ筋トレのメニューなどをこなしている。
ホアン・ラン・ミン
演 - フォンチー
TOKYO MER看護師。ベトナムから経済連携協定で来日しており、普段は外科病棟で看護師として勤務している。オペが円滑に進むように機械出しなどを行なっている。

### NANKAI MER
牧志秀実（まきし ひでみ）
演 - 江口洋介
南海MERチーフドクター候補。MERチームの最年長。熊本県のとある小さな病院の町医者。釣りが趣味でNK0からよく釣りをしている。
「平和が一番」が口癖でありどこか頼りない雰囲気もあるが常に島民やチームに寄り添っている。
常盤拓（ときわ たく）
演 - 高杉真宙
南海MER看護師兼臨床工学技士。
NK1の機関員でもありNK0の操舵手。
TOKYO MERに憧れ南海MERに志望した優秀な看護師。メンバーに選抜されるために臨床工学技士と船舶の免許を取得するほどMERに憧れと情熱を抱いており、「人の命を救いたい」という思いを胸に秘めて離島医療と向き合っている。
知花青空（ちばな そら）
演 - 生見愛瑠
南海MER看護師兼臨床工学技士。
NK0の操舵手。
常盤と同じくTOKYO MERに憧れを持つ優秀な看護師。南海MERメンバーに選抜されるために臨床工学技士と船舶の免許を取得するほどMERに憧れと情熱を抱いている。
武美幸（たけ みゆき）
演 - 宮澤エマ
南海MER麻酔科医。やや皮肉めいた一面もあるが、どんな状況でも常に冷静で的確に指示を出す頼れる存在。
お酒が好物で諏訪之瀬島の漁師の麦生から気に入られている。

### 政治関係者
赤塚梓（あかつか あずさ）
演 - 石田ゆり子
東京都知事。TOKYO MERの発案者であり喜多見をチーフドクターに任命した人物。喜多見に対して絶大な信頼を置いている。今作では音羽と共に東京から南海MERの指揮を執る。
久我山秋晴（くがやま しゅうせい）
演 - 鶴見辰吾
厚生労働副大臣。厚労省の官僚で音羽の上司。以前はMER解体のため元大臣の白金や蒲田、両国に忠誠を尽くしていた。しかし白金がMERに正式認可を出した後は手のひらを返したようにMERの支援を行っている。前大臣の両国に対しては「TOKYO MERが自滅すれば良い」という発言に対して嫌悪感を見せていた。
白金眞理子（しろかね まりこ）
演 - 渡辺真起子
内閣官房長官。元厚生労働大臣であり元医系技官。政敵である赤塚都知事が生み出したTOKYO MERを潰そうとしていたが、音羽からMERの必要性を進言されMERの活動を正式に認可した。日本初の女性総理を狙って赤塚と争っているがMERに対して様々な支援を行っている。
青山博（あおやま ひろし）
演 - 笹野高史
内閣総理大臣。諏訪之瀬島の噴火での死者が出なかったことを会見で報告した。
名字は港区青山から。
若手官僚
演 - 前野朋哉
厚生労働省の官僚。音羽や久我山にMERの活動についてを報告する。

### 都庁危機管理対策室
駒場卓（こまば すぐる）
演 - 橋本さとし
都庁危機管理対策室長。元東京消防庁ハイパーレスキュー隊隊長。TOKYO MER出動時に指示等を出す。
目黒大知（めぐろ だいち）
演 - 猪塚健太
東京都危機管理対策室のメンバー。MERに対して出動命令を下す。
清川標（きよかわ こずえ）
演 - 工藤美桜
危機管理対策室のメンバー。被害状況をMERに連絡し、情報を共有する。MERが出動した成果（軽傷者、重傷者、死者の人数）を報告する。

### 諏訪之瀬島
麦生伸（むぎお しん）
演 - 玉山鉄二
諏訪之瀬島の漁師。被災した島民たちを救うべく南海MERと共に奔走する。動画配信サイトで諏訪之瀬島で獲れた魚などを紹介する『麦生チャンネル』を運営している。
西田権助（にしだ ごんすけ）
演 - 山上賢治
諏訪之瀬島北部地区の漁師。
永吉香織（ながよし かおり）
演 - まっさきなみこ
諏訪之瀬島北部地区の島民。
永吉朝陽（ながよし あさひ）
演 - 小田愛結
諏訪之瀬島北部地区の島民。香織の娘。

#### スタッフ（南海ミッション）
- 監督 - 松木彩[105][106]
- 脚本 - 黒岩勉[105][106]
- 音楽 - 羽岡佳、斎木達彦、櫻井美希[105][106]
- 主題歌 - back number「幕が上がる」（ユニバーサルシグマ）[107]
- 企画プロデュース - 高橋正尚[105][106]
- プロデュース - 八木亜未[105][106]
- 配給 - 東宝[105][106]
- 制作プロダクション - 大映テレビ[106]
- 消防協力 - 東京消防庁
- 特別協力 - 鹿児島県十島村(諏訪之瀬島)
- 撮影協力 - 防衛省 自衛隊
- 製作 - 劇場版『TOKYO MER』製作委員会（TBSテレビ、ホリプロ、東宝、テンカラット、MBS、CBCテレビ、大映テレビ、TCエンタテインメント、RKB毎日放送、HBC北海道放送）[106]

## 用語
TOKYO MER
東京海浜病院内に設置された都知事直轄の救命救急プロフェッショナルチーム。
監督省庁は厚生労働省。
医師3名、看護師2名、麻酔科医1名、臨床工学技士1名の計7名で構成され、東京都内全域や東京都外で緊急医療が必要な、大規模災害や事件、事故、テロといったあらゆる現場に出動する。
チーフドクターの喜多見、厚生労働省から実地調査をするために派遣された音羽を除く5人は東京海浜病院の病棟業務と兼任する形でこのチームに加入している。
本編時点では試験運用期間中だったが、最終話で厚生労働大臣の白金が認可し、正式運用されることが決定した。そんな彼らの掲げるモットーは「待っているだけじゃ救えない命がある」チームの服装カラーは白。
東京海浜病院
都内にある総合病院でTOKYO MERの基地病院。
喜多見と音羽を除く5名が勤務している。MER所属のスタッフのスクラブにはMERのロゴマークが入っている。
MER基地
東京海浜病院の倉庫を急遽改造して作られた。
MERスタッフルーム
MERメンバーの活動拠点。治療に必要な器材や薬剤もここに常備している。大型モニターには常に東京消防庁総合指令室の119番通報がリアルタイムで流れている。出動要請が入ると大型モニターに災害地点の住所や消防車両の出動状況、災害状況などが示される。
ルーム内にあるメンバーのロッカーは喜多見の私物。
危機管理対策室からMERの出動要請が入った際はサイレンが鳴り、赤色回転灯が作動する。
試験運用段階で予算も潤沢ではないということで、シンプルで無骨なデザインとなっている。
ガレージ
T01（ERカー）、T02（乗用車型）、T03（ERバイク）を駐車している。
都庁危機管理対策室
都庁の庁舎内にある司令室。TOKYO MERに対して出動要請を下す。正面の大型モニターにはT01やY01のオペ室の映像や現場指揮本部の映像を共有する事も可能。左のモニターには東京消防庁の消防車両の運用情報盤を表示しており、右のモニターには東京消防庁各方面や横浜市消防局の風向風速計を表示する事が可能。防災ヘリや即応対処部隊のヘルメットカメラからの災害現場の映像をMERに共有可能。厚労省、MER、東京消防庁、警視庁、神奈川県警、横浜市消防局等と連絡可能で現場に事故や災害の状況報告を行っている。場合によっては東京消防庁の現場指揮系統を一本化する事もある。
東京消防庁レスキュー隊
TOKYO MERと連携して救助活動を行う人命救助のスペシャリスト集団。
即応対処部隊
事故や災害の現場に急行し救助活動を行う東京消防庁レスキュー隊の最精鋭集団。黒いワッペンが特徴。高度救助資機材を使用して災害現場においてハイパーレスキュー隊と共に救助活動を行う。TOKYO MERが出動要請に応じた際は即応対処部隊にも要請がかかり出動する。劇場版では都庁危機管理対策室からの要請によりいち早く横浜に出動しTOKYO MERや横浜市消防局の隊員と共に消火、救助活動を行った。
ハイパーレスキュー隊
かつて千住と駒場が所属していた東京消防庁のエリート集団。事故や災害の現場で即応対処部隊と共に活動を行う。第1話では部隊が保有する大型特殊救急車（スーパーアンビュランス）を駆使し臨時救護所を設置し救護活動を行なった。劇場版では東京消防庁の応援隊が横浜に出動し傷病者救護の為再びスーパーアンビュランスなどを使用し救護活動を行なった。
一時救護所
災害現場で多くの傷病者が発生した際に現場の近くに救護テントを設置して救急搬送を待つ傷病者の処置を行う場所。MERの医療テント内では状況によって緊急手術ができる様になっている。
厚生労働省医政局MER推進部
TOKYO MER正式運用後に創設された組織。都知事直轄のTOKYO MERとは別に厚労省主体のMERの監督などを行う部署。
全国MER配備試験運用計画
厚労省全国MER推進部が全国の政令指定都市に対してMERシステムの設置を行なっている計画。その第一弾部隊として横浜市にYOKOHAMA MERを試験運用で設置する。その後MERの活動が評価され全国の主要都市である札幌・仙台・名古屋・大阪・福岡にも新たなMERを発足させている。
YOKOHAMA MER
横浜市に創設された厚生労働省全国MER配備試験運用計画第一弾となる最先端医療チーム。国際的に活躍する医師、看護師等を結集させた救命医療のエリート集団。TOKYO MERとは違い厚労省直轄部隊となっている。メンバー達は様々な大学病院などに在籍しており現場到着には少し時間がかかる。
医師3名、看護師2名、麻酔科医1名、臨床工学技士1名の計7名で構成されており横浜市内で起こった重大事故、災害、事件現場に急行し医療活動を行う。そんな彼らのモットーは「危険を冒しては救えない命がある」チームの服装カラーは水色。
NANKAI MER
鹿児島と沖縄間の離島の医療をカバーする救命医療チームで2つの県をカバーする地域合同MER。
厚労省直轄のMERで離島での救急医療拡充の画期的なプロジェクトとして半年間の試験運用中。
喜多見と夏梅を除く医師1名、看護師兼臨床工学技士2名(2名とも操舵手であり1名は機関員も兼務。)麻酔科医1名の計4名の少数救命チームで鹿児島と沖縄間で発生した事故や災害に対応している。海を渡るためMER専用のフェリーが配備されている。チームカラーはピンクで南国の強い日差しにさらされても力強く咲き誇るハイビスカスのよう、「明るさ」と「しぶとさ」を兼ね備えたカラーとなっている。NANKAI MER独自のロゴマークがあり、TOKYO MERの意志や精神を継承する聖火のトーチに南海の『N』があしらわれたデザインになっておりメンバーのユニフォームやNK1、NK0にもデザインされている。この時点でMERは既に全国展開が完了し日本各地でMERが活躍している。
南海エリア通信指令室
沖縄県と鹿児島県が合同で運用しており南海MERに対して出動要請を行う。沖縄県で災害が発生した際は沖縄県通信指令室から鹿児島県で災害が発生した際は鹿児島県通信指令室から南海MERに出動要請を行う。
SAPPORO MER、SENDAI MER、NAGOYA MER
OSAKA MER、HAKATA MER
厚労省直轄のMERでそれぞれ主要都市に設置している。全チームに独自のロゴマークが存在している。
横浜市消防局西消防隊
ランドマークタワー火災現場において最前線で消火、救助活動を行った。建物内の消火活動中に大規模爆発に巻き込まれ多くの隊員が負傷してしまったがMERの治療を受け再びタワーに突入して救助活動を行った。
横浜市消防局スーパーレンジャー（SR）
YOKOHAMA MERや東京消防庁と共に救助活動を行う人命救助のエキスパート集団。銀とオレンジの防火服に黒色のヘルメットが特徴。消火活動中に大規模爆発に巻き込まれて負傷してしまうがその後MERによって処置が施され再びタワーに突入し即応対処部隊や消防隊とともに傷病者の搬送を行った。
T01（ティーオーワン）（ERカー）
TOKYO MERの主力車両。車両後部にオペ室を備えた特殊緊急車両で、事故や災害の現場に要請があれば東京都内全域の他、都内外にも出動する。車両後部はオペ前室となっておりストレッチャーを搬入後カーテンを閉める事により外気等を遮断可能。車内には最新型のAI（人工知能）が搭載されており、「T01エアクリーン」などと声をかけるだけで空気清浄やドアの開閉などを行える。オペ室のドックに電動式ストレッチャーをドッキングさせると無影灯がせり上がりオペ室が完成する。車両側面には救護テントや外部バッテリーといった多種多様な災害に対応する資機材が積載されている。
ベース車両は三菱ふそう・スーパーグレート。（中古の大型テレビ中継車を改造）。カラーリングは青。
T02（ティーオーツー）
第7話と第10話に登場した乗用車型のERカー。T01、T03と違い、徳丸以外でも運転可能。
小規模医療事案や予防的医療事案等の少人数傷病者発生時に出動。T01と同じレベルのAIが搭載されている。
ベース車両はSUBARU・レヴォーグ（2代目） STI Sport。
T03（ティーオースリー）（ERバイク）
第4話とスペシャルドラマに登場したバイク型の緊急車両。通称ERバイクとも呼ばれている。
スピードに優れ、小回りが利くため、医療資機材や移植用臓器の緊急輸送や災害現場への先行部隊の役割も期待して作られた。MER出動後にバイクが必要になった場合は、東京海浜病院に近い東京消防庁第七方面救助隊が現場までバイクをピックアップする。普段は徳丸が運転するが、スペシャルでは青戸がT03を運転し比奈を橋の下流まで緊急走行で送り届けた。
ベース車両はホンダ・400X。
Y01（ワイオーワン）（ERカー）
YOKOHAMA MERが使用する大型特殊緊急車両。音羽が追求したERカーの究極形。最先端医療機器と車両後部にオペ室を搭載しておりT01と似ているがY01はオペ室面積は約25%アップ、X線透視やDSAを搭載しカテーテル治療や血管造影が行える最新鋭のERカーとなっている。更に新生児用保育器も搭載し新生児救急にも対応が可能。これによりT01では行えなかった緊急治療が行えるようになっている。車体側面には神奈川県の象徴であるカモメがデザインされている。
車種は三菱ふそう・スーパーグレート（東京と同じくテレビ中継車を改造）。カラーリングは水色と薄緑。
NK1（エヌケーワン）（ERカー）
NANKAI MERが使用する中型緊急車両。車両後部にオペ室を搭載している。離島の未舗装の道路や瓦礫などが散乱する現場での悪路走行のためT01やY01とは違い車高が高くオフロード仕様となっている。フロント部分にはウインチを装備している。また車体はNK0に積載するため、また小回りが効くように小型となっている。東京や横浜のERカーとは違い前室がなく前室とオペ室が一体となっている。オペを行う際には屋根がせり上がり車高が高くなる。カラーリングは桃色と赤で南国のハイビスカスをイメージしており車体左側面にはハイビスカスがデザインされておりNANKAI MER独自のロゴマークが車体両側とルーフにデザインされている。
車種は三菱ふそう・キャンターの高床4WD車。
NK0（エヌケーオー）
NANKAI MERが使用するMER専用のフェリー。
NK1が積載可能で沖縄・鹿児島間で発生した事故や災害にNK1を積載し現場へ急行する。フェリーにNK1を積載し航行しながらオペも可能となっている。船の甲板にはNANKAI MERのロゴマークがデザインされている。
医療事案
TOKYO MERが出動する際の用語。現場での傷病者の数によって呼び方は変わる。
予防的医療事案
ごく少数で軽傷者がいたり、今後重症者が出てくる可能性を考慮してMERを出動させる事案。MERメンバーが少ない場合にはT02で出動する。状況によってはT01を応援要請する事がある。
小規模医療事案
1〜10名の傷病者が発生している状態を指す用語。傷病者が最初の要請より増えた場合には中規模医療事案にレベルを引き上げる事もある。
中規模医療事案
10〜20名以上の傷病者が発生しMERを出動させる用語。現場の消防や救急隊と連携してトリアージや応急処置などを行う。
大規模医療事案
20〜30名以上のかなりの数の傷病者などが発生している状態を指す用語。MER以外にもDMATなどの別の医療チームも応援に駆けつける。災害状況によっては近隣各県から消防やDMATも応援に駆けつける。
大規模特別医療事案
首都圏全域の消防や医療チームの応援が必要な状態を指す用語。ランドマークタワー火災現場には東京消防庁の他に船橋、筑波、さいたま、静岡、浜松の消防やDMATが応援に駆けつけた。

## 関連商品

### DVD・Blu-ray
TOKYO MER〜走る緊急救命室〜
2022年3月2日発売。レンタル同時リリース。発売元・TBS、発売協力・TBSグロウディア、販売元・TCエンタテインメント。
本編の第1話と最終話はディレクターズ・カット版を収録。
特典映像にはParaviオリジナルストーリー『TOKYO MER〜走らない緊急救命室〜』も収録されている。
- DVD-BOX/6枚組
- Blu-ray BOX/4枚組

劇場版TOKYO MER〜走る緊急救命室〜
2023年11月10日発売。レンタル同時リリース。発売元・TBS、発売協力・TBSグロウディア、販売元・TCエンタテインメント。

### ミニカー
TOKYO MER ERカーT01プレミアムミニカー
2023年8月4日発売。販売元TBS、制作・EraCar
トミカプレミアム unlimited TOKYO MER ER CAR(T01)
2025年7月19日発売。発売元・タカラトミー
NANKAI MER ERカーNK1プレミアミニカー
2026年1月発売予定。販売元TBS制作・EraCar

### サウンドトラック
TBS系 日曜劇場「TOKYO MER〜走る緊急救命室〜」オリジナル・サウンドトラック
2021年9月1日発売。発売元・Anchor Records、規格品番・UZCL-2219。
2021年8月18日よりiTunes・Apple Musicでメインテーマを先行配信。